# Lijst van afleveringen van Flikken Maastricht
Dit is een lijst met afleveringen van de Nederlandse televisieserie Flikken Maastricht.

## Serie-overzicht
| Seizoen | Afleveringen | Uitgezonden                        | Kijkcijfers eerste afl. | Kijkcijfers laatste afl. | Kijkcijfers gemiddeld | Uitgezonden                        | Verschijningsdatum dvd / blu-ray |
| ------- | ------------ | ---------------------------------- | ----------------------- | ------------------------ | --------------------- | ---------------------------------- | -------------------------------- |
| 1       | 13           | 3 september 2007– 26 november 2007 | 1.290.000               | 1.391.000                | 1.314.462             | 2 september 2008– 25 november 2008 | 20 maart 2008                    |
| 2       | 10           | 1 september 2008– 3 november 2008  | 986.000                 | 1.330.000                | 1.196.500             | 4 september 2010– 7 november 2010  | 13 november 2008                 |
| 3       | 10           | 30 oktober 2009– 22 januari 2010   | 1.874.000               | 1.417.000                | 1.428.500             | 4 september 2011– 6 november 2011  | 26 januari 2010                  |
| 4       | 10           | 29 januari 2010– 23 april 2010     | 1.630.000               | 1.703.000                | 1.599.900             | 8 april 2012– 10 juni 2012         | 30 april 2010                    |
| 5       | 10           | 7 januari 2011– 11 maart 2011      | 1.890.000               | 1.919.000                | 1.789.600             | 24 maart 2013– 26 mei 2013         | 22 april 2011                    |
| 6       | 10           | 3 februari 2012– 6 april 2012      | 1.733.000               | 1.934.000                | 1.703.000             | 23 maart 2014– 1 juni 2014         | 4 mei 2012                       |
| 7       | 10           | 22 februari 2013– 26 april 2013    | 2.031.000               | 1.679.000                | 1.952.900             | 29 maart 2015– 31 mei 2015         | 31 mei 2013                      |
| 8       | 10           | 14 maart 2014– 16 mei 2014         | 2.043.000               | 1.874.000                | 1.906.000             | 3 april 2016– 5 juni 2016          | 30 mei 2014                      |
| 9       | 11           | 5 september 2014– 14 november 2014 | 2.132.000               | 2.125.000                | 2.218.455             | 12 maart 2017– 18 juni 2017        | 23 januari 2015                  |
| 10      | 11           | 28 augustus 2015– 6 november 2015  | 2.004.000               | 1.766.000                | 2.064.727             | 13 mei 2018– 26 augustus 2018      | 22 januari 2016                  |
| 11      | 10           | 16 december 2016– 17 februari 2017 | 1.713.000               | 1.993.000                | 1.890.400             | 5 mei 2019– 14 juli 2019           | 31 maart 2017                    |
| 12      | 10           | 2 maart 2018– 27 april 2018        | 1.911.000               | 1.755.000                | 1.787.400             | 17 mei 2020– 19 juli 2020          | 25 mei 2018                      |
| 13      | 13           | 7 december 2018– 1 maart 2019      | 1.682.000               | 1.370.000                | 1.709.769             | 11 april 2021– 4 juli 2021         | 26 april 2019                    |
| 14      | 13           | 3 januari 2020– 27 maart 2020      | 1.333.000               | 1.698.000                | 1.397.615             | 1 mei 2022– 24 juli 2022           | 29 mei 2020                      |
| 15      | 11           | 8 januari 2021– 19 maart 2021      | 1.698.000               | 1.865.000                | 1.788.818             | 31 maart 2024- 9 juni 2024         | 30 april 2021                    |
| 16      | 13           | 7 januari 2022– 1 april 2022       | 1.597.000               | 1.616.000                | 1.616.231             | 16 maart 2025- n.n.b               | 27 mei 2022                      |
| 17      | 13           | 17 februari 2023– 19 mei 2023      | 1.673.000               | 1.305.000                | 1.446.077             | n.n.b.                             | 28 juli 2023                     |
| 18      | 13           | 2 februari 2024– 26 april 2024     | 1.860.000               | 1.579.000                | 1.698.769             | n.n.b.                             | 30 augustus 2024                 |
| 19      | 11           | 7 februari 2025– 25 april 2025     | 1.817.000               | 1.443.000                | 1.563.636             | n.n.b.                             | 22 augustus 2025                 |

1. ↑  Vanaf dit seizoen zijn ook de kijkcijfers van het uitgesteld kijken in de week na de aflevering verwerkt in de officiële kijkcijfers, terwijl de officiële kijkcijfers voorheen alleen op de kijkcijfers van de lineaire tv waren gebaseerd.

## Afleveringen

### Seizoen 1 (2007)
Seizoen 1 van Flikken Maastricht is zowel in Nederland als België uitgezonden op televisie. De eerste aflevering was in Nederland te zien op 3 september 2007.
| Afl. | Nr.  | Titel                                | Regisseur         | Scenario                         | Datum             | Kijkcijfers |
| --- | ---- | ------------------------------------ | ----------------- | -------------------------------- | ----------------- | ----------- |
| 1 | 1.01 | Een Valse noot                       | Pieter van Rijn   | Kees Vroege & Pierre de Clercq   | 3 september 2007  | 1.290.000   |
| Een studente van een conservatorium wordt dood in de rivier de Jeker gevonden. Rechercheur Eva van Dongen die normaal alleen aan zaken werkt krijgt een nieuwe partner, Floris Wolfs uit Amsterdam. Bij aankomst in Maastricht ontmoet Wolfs zijn nieuwe collega Romeo al meerdere keren. Romeo houdt hem namelijk staande voor meerdere overtredingen. |      |                                      |                   |                                  |                   |             |
| 2 | 1.02 | Een zaak met een luchtje             | Pieter van Rijn   | Kees Vroege                      | 10 september 2007 | 1.246.000   |
| Er is een bende actief in Maastricht die tegen betaling "bescherming" biedt aan winkeliers. Een visboer wil deze bescherming niet en krijgt problemen met de bende. Romeo en Marion zoeken uit waarom Geertje niet teruggekomen is van zijn werk. |      |                                      |                   |                                  |                   |             |
| 3 | 1.03 | Groeten uit Lagos                    | Pieter van Rijn   | Steven R. Thé                    | 17 september 2007 | 1.187.000   |
| Een zakenman pleegt zelfmoord nadat hij tot over zijn oren in de problemen raakt door voorschotfraude met een Nigeriaanse bende. Maurice, de broer van Eva, is trots dat hij een baantje heeft. Romeo komt hem tijdens dat werk op hardhandige wijze tegen. |      |                                      |                   |                                  |                   |             |
| 4 | 1.04 | Kogelvis                             | Pieter van Rijn   | Kees Vroege                      | 24 september 2007 | 1.153.000   |
| De eigenaresse van een horecaonderneming wordt dood aangetroffen. In haar lichaam wordt Tetrodotoxine aangetroffen waardoor de verdenking al snel op de Nederlandse eigenaar van een Japans restaurant komt te liggen. Maurice blijkt zich al 5 maanden niet bij de reclassering te hebben gemeld. |      |                                      |                   |                                  |                   |             |
| 5 | 1.05 | Alcohol maakt meer stuk              | Vincent Schuurman | Steven R. Thé & Victor Reinier   | 1 oktober 2007    | 1.274.000   |
| Na een avond doorzakken in de kroeg wordt het verkoolde lichaam van een van de kroeggangers achter het stuur van zijn auto gevonden. Wolfs zet zijn baan op het spel en komt dichter bij zijn collega Eva. Romeo slingert de burgemeester van Maastricht op de bon. |      |                                      |                   |                                  |                   |             |
| 6 | 1.06 | Kristalhelder                        | Vincent Schuurman | Henk Apotheker                   | 8 oktober 2007    | 1.330.000   |
| Een wijkagent krijgt een hartaanval tijdens zijn ronde en wordt gevonden door een man die achter zijn Poolse huishoudster aan het huis uit rent. Wolfs en Van Dongen moeten de Poolse vinden terwijl Marion de taak van wijkagent krijgt toebedeeld. Gezamenlijk komen ze er achter wat er werkelijk speelt. |      |                                      |                   |                                  |                   |             |
| 7 | 1.07 | Een oude man                         | Vincent Schuurman | Steven R. Thé                    | 15 oktober 2007   | 1.410.000   |
| Er wordt een jonge man doodgeslagen in een loods. Waarschijnlijk is dat het gevolg van het feit dat er gepraat wordt met de politie. Wolfs en Eva merken dat de oude man die zich aansloot bij de bende die de jongen heeft doodgeslagen de Godfather van Maastricht is. De man heet "Alfred Thielen" en is een succesvolle man. Zijn zoon wordt ook vermoord als de beroemde Godfather niet vertelt wat er gebeurd is. Maar nadat hij heeft verteld wat er gebeurd is vallen er schoten en wordt Alfred Thielen vermoord. |      |                                      |                   |                                  |                   |             |
| 8 | 1.08 | Broederliefde                        | Vincent Schuurman | Simone Kome-van Breugel          | 22 oktober 2007   | 1.448.000   |
| In de gallery van een kunstkenner wordt een dodelijke hoeveelheid bloed gevonden, maar er is geen lijk. De familie lijkt zich alleen zorgen te maken over een schilderij, dat ook weg is. Marion en Romeo houden zich bezig met een verwarde man uit een buurtcentrum die 'gek wordt van dat gebrom'. |      |                                      |                   |                                  |                   |             |
| 9 | 1.09 | Klappen                              | Vincent Schuurman | Jan Harm Dekker                  | 29 oktober 2007   | 1.423.000   |
| Als er een melding binnenkomt over het lastigvallen van ambulancepersoneel blijkt dat er al langer sprake is van overlast. Romeo is te grazen genomen door hetzelfde groepje en wil weten wie ze zijn. |      |                                      |                   |                                  |                   |             |
| 10 | 1.10 | De gijzeling                         | Martin Schwab     | Henk Apotheker                   | 5 november 2007   | 1.248.000   |
| Fleur en Romeo worden tijdens een verhuizing verrast door een agressieve drughandelaar. Hij is verrassend aardig voor Fleur. Wolfs probeert op eigen houtje zijn dochter te redden. |      |                                      |                   |                                  |                   |             |
| 11 | 1.11 | Auto-maat Die jeugd van tegenwoordig | Martin Schwab     | Simone Kome-van Breugel          | 12 november 2007  | 1.336.000   |
| De verboden straatraces in Maastricht bereiken een hoogtepunt als er een dode tiener uit de Maas wordt gevist. Frits, de zoon van Marion, wordt aangewezen als de bestuurder, maar dat gelooft niemand. Wolfs en Eva onderzoeken een video waarop het lijkt alsof een meisje wordt verkracht. |      |                                      |                   |                                  |                   |             |
| 12 | 1.12 | Britt (de roof 1)                    | Martin Schwab     | Jan Harm Dekker                  | 19 november 2007  | 1.352.000   |
| Na een gewelddadige roofoverval wordt er alles aan gedaan om de hele bende op te rollen. Wolf post samen met een Belgische collega in een huisje in een bungalowpark en ziet daar Maurice ten tonele verschijnen. Romeo en Marion nemen een aangifte op van burengeweld, dit blijkt even iets anders te zitten dan dat ze voorgeschoteld wordt. |      |                                      |                   |                                  |                   |             |
| 13 | 1.13 | Grensgeval (de roof 2)               | Martin Schwab     | Henk Apotheker & Jan Harm Dekker | 26 november 2007  | 1.391.000   |
| Het hele team werkt samen om de kunstbende te pakken te krijgen. Dit leidt ze onder andere naar de mergelgroeven van de Zonneberg. |      |                                      |                   |                                  |                   |             |

### Seizoen 2 (2008)
In mei 2010 werd bekendgemaakt dat na de herhalingen van de eerste reeks, de tweede reeks vanaf 5 september 2010 zou uitkomen in België, deze liepen op de Belgische zender één op zondagavond. Tussen 30 april en 10 december 2010 heeft de TROS seizoen 1 en 2 herhaald. Dit was om nieuwe kijkers de kans te geven om te zien hoe Wolfs en Van Dongen tot elkaar zijn gekomen en om het lange gat tussen seizoen 4 en 5 op te vullen. Gemiddeld keken er 1.049.000 kijkers per aflevering over beide seizoenen. In dit seizoen is Ellis Flamand vervangen door Eugène Hoeben.
| Afl. | Nr.  | Titel         | Regisseur         | Scenario                         | Datum             | Kijkcijfers |
| --- | ---- | ------------- | ----------------- | -------------------------------- | ----------------- | ----------- |
| 14 | 2.01 | Afgemaakt     | Vincent Schuurman | Henk Apotheker & Jan Harm Dekker | 1 september 2008  | 986.000     |
| Wolfs ligt in het ziekenhuis, waar het hoofd van de bende ook binnen gebracht wordt. Ondertussen doet het OM onderzoek naar wat er precies gebeurd is in de Zonneberg, waarbij de nieuwe commissaris het zwaar te verduren krijgt.                        |      |               |                   |                                  |                   |             |
| 15 | 2.02 | Angst         | Vincent Schuurman | Henk Apotheker & Jan Harm Dekker | 8 september 2008  | 1.087.000   |
| Twee mannen worden vermoord in naar wat lijkt een afrekening in het XTC-circuit. Een jongen schrijft op zijn Hyves dat hij een meisje onder invloed van GHB mee naar huis heeft genomen.                                                                  |      |               |                   |                                  |                   |             |
| 16 | 2.03 | Echte liefde  | Vincent Schuurman | Henk Apotheker & Jan Harm Dekker | 15 september 2008 | 1.000.000   |
| Een jonge pokerspeler wordt dood aangetroffen in een rivierbedding. De voormalige baas van zijn vriendin blijkt al snel de verdacht te zijn. Een vrouw vraagt om advies omdat haar agressieve man na twee jaar uit de gevangenis vrij zal komen.          |      |               |                   |                                  |                   |             |
| 17 | 2.04 | Pillen        | Pieter van Rijn   | Henk Apotheker & Jan Harm Dekker | 22 september 2008 | 1.111.000   |
| Op een technofeestje wordt de uitbater dood aangetroffen door de beveiliging. Wolfs en Van Dongen zoeken uit wat er gebeurd is. In een buurt vinden insluipingen plaats. Romeo en Marion observeren de buurt vanaf de zolder van een van de buurtgenoten. |      |               |                   |                                  |                   |             |
| 18 | 2.05 | Kidnap        | Pieter van Rijn   | Henk Apotheker & Jan Harm Dekker | 29 september 2008 | 1.244.000   |
| De zoon van een rijke zakenman wordt ontvoerd. Er wordt 100.000 euro losgeld geëist. Op het bureau komt een vrouw aangifte doen dat haar man in overspannen toestand met een keukenmes het huis heeft verlaten.                                           |      |               |                   |                                  |                   |             |
| 19 | 2.06 | Verliefd      | Pieter van Rijn   | Henk Apotheker & Jan Harm Dekker | 6 oktober 2008    | 1.193.000   |
| Een jonge vrouw doet aangifte dat haar vriendin onder invloed van een loverboy in de prostitutie werkt. Bij een verkeerscontrole rijdt een automobilist door.                                                                                             |      |               |                   |                                  |                   |             |
| 20 | 2.07 | Vermist       | Pieter van Rijn   | Henk Apotheker & Jan Harm Dekker | 13 oktober 2008   | 1.298.000   |
| Een jongetje verdwijnt spoorloos tijdens een kinderkamp. Elke leidinggevende lijkt op een bepaald moment een verdachte. Het hele team werkt aan het oplossen van de zaak.                                                                                 |      |               |                   |                                  |                   |             |
| 21 | 2.08 | Runners       | Martin Schwab     | Henk Apotheker & Jan Harm Dekker | 20 oktober 2008   | 1.351.000   |
| Een passagier van een auto wordt op de snelweg doodgeschoten door een stel drugsrunners, de chauffeuse gaat er vandoor. |      |               |                   |                                  |                   |             |
| 22 | 2.09 | De bestorming | Martin Schwab     | Henk Apotheker & Jan Harm Dekker | 27 oktober 2008   | 1.365.000   |
| Tijdens het naspelen van een historisch gevecht door de lokale schutterij wordt een van de deelnemers doodgeschoten. Er komen meerdere meldingen binnen van brandstichting in een leegstaande kerk.                                                       |      |               |                   |                                  |                   |             |
| 23 | 2.10 | Door het lint | Martin Schwab     | Henk Apotheker & Jan Harm Dekker | 3 november 2008   | 1.330.000   |
| Eva verschijnt plotseling niet op een afspraak, al snel blijkt dat ze ontvoerd is. Wolfs zet zijn baan op het spel om haar te redden. Er wordt een dakloze jongen doodgeslagen.                                                                           |      |               |                   |                                  |                   |             |

### Seizoen 3 (2009–2010)
In Nederland is de eerste aflevering van het derde seizoen uitgezonden op vrijdag 30 oktober 2009 om 20.30 uur op Nederland 1. Dit seizoen bestaat weer uit 10 afleveringen. In verband met de feestdagen (kerst en oud en nieuw) en de daarbij behorend aangepaste programmering van de TROS, was aflevering 8 pas vrijdag 8 januari 2010 op televisie te zien.
| Afl. | Nr.  | Titel         | Regisseur         | Scenario                                                  | Datum            | Kijkcijfers |
| --- | ---- | ------------- | ----------------- | --------------------------------------------------------- | ---------------- | ----------- |
| 24 | 3.01 | Eeuwige trouw | Vincent Schuurman | Henk Apotheker & Jan Harm Dekker                          | 30 oktober 2009  | 1.874.000   |
| Er wordt een vrouw dood aangetroffen in een vijver nadat ze een middag op stap is geweest met vriendinnen. Een paar krakers doen aangifte van het ongeoorloofd uitzetten door de eigenaar. |      |               |                   |                                                           |                  |             |
| 25 | 3.02 | Spelletjes    | Vincent Schuurman | Henk Apotheker, Jan Harm Dekker & Simone Kome-van Breugel | 6 november 2009  | 1.362.000   |
| Aan het einde van een feestje wordt een meisje door twee jongens verkracht, de derde gaat er vandoor. Een jongen wordt op straat door twee mannen in elkaar geslagen. |      |               |                   |                                                           |                  |             |
| 26 | 3.03 | Valse liefde  | Vincent Schuurman | Henk Apotheker, Jan Harm Dekker & Robert Jan Overeem      | 13 november 2009 | 1.301.000   |
| Eva en Frank bereiden hun huwelijk voor. Zij en Wolfs krijgen te maken met een neergeschoten man die zich na afloop niets meer kan herinneren van de schietpartij. |      |               |                   |                                                           |                  |             |
| 27 | 3.04 | Eerwraak      | Martin Schwab     | Henk Apotheker, Jan Harm Dekker & Simone Kome-van Breugel | 20 november 2009 | 1.338.000   |
| Wolfs moet zich erbij neerleggen dat Eva en Frank gaan trouwen. Aiesha dreigt uitgehuwelijkt te worden. Een vriend wil het huwelijk voorkomen en neemt Aiesha mee. |      |               |                   |                                                           |                  |             |
| 28 | 3.05 | Ambitie       | Martin Schwab     | Henk Apotheker, Jan Harm Dekker & Jan Bernard Bussemaker  | 27 november 2009 | 1.371.000   |
| Eva krijgt verlof om de dood van haar man te verwerken. Romeo en Wolfs moeten gaan samenwerken maar dat gaat niet erg soepel. |      |               |                   |                                                           |                  |             |
| 29 | 3.06 | Kameraden     | Pieter van Rijn   | Henk Apotheker, Jan Harm Dekker & Robert Jan Overeem      | 4 december 2009  | 1.271.000   |
| Eva heeft genoeg van haar verlof. De bedrijfsarts en hoofdinspecteur Hoeben twijfelen of Eva wel weer aan het werk mag. Wolfs wordt belast met de zaak van een dode neonazi. |      |               |                   |                                                           |                  |             |
| 30 | 3.07 | Stiekem       | Martin Schwab     | Henk Apotheker & Jan Harm Dekker                          | 11 december 2009 | 1.301.000   |
| Een zakenman wordt vermoord gevonden in zijn kantoor, hierbij is bijzonder veel geweld gebruikt. Het blijkt dat hij stiekem afsprak met homo's. Ondertussen wordt Marion lastiggevallen en gestalkt. |      |               |                   |                                                           |                  |             |
| 31 | 3.08 | Dubbelspel    | Martin Schwab     | Henk Apotheker & Jan Harm Dekker                          | 8 januari 2010   | 1.574.000   |
| Een bank wordt overvallen door een stel jongeren. Wolfs en Eva vragen zich af hoe ze dat gedaan hebben en zoeken naar een connectie met de bank. Hoeben besluit dat Marion beveiliging krijgt nadat er een molotovcocktail bij haar naar binnen is gegooid.                                                       |      |               |                   |                                                           |                  |             |
| 32 | 3.09 | Geld (1)      | Pieter van Rijn   | Henk Apotheker & Jan Harm Dekker                          | 15 januari 2010  | 1.476.000   |
| Bij de Luxemburgse bank blijkt dat Frank de witwassers heeft belazerd door het geld over te zetten naar een privérekening. Eva wordt gechanteerd om het geld van de rekening af te halen. Daarvoor heeft ze echter een code nodig. Romeo arresteert een lid van de motorclub in verband met de aanslag op Marion. |      |               |                   |                                                           |                  |             |
| 33 | 3.10 | Geld (2)      | Pieter van Rijn   | Henk Apotheker & Jan Harm Dekker                          | 22 januari 2010  | 1.417.000   |
| Eva en Marion zijn allebei verdwenen. Eva komt oog in oog te staan met de moordenaar van Frank. Marion is ontvoerd door een oude bekende die een rekening heeft te vereffenen. |      |               |                   |                                                           |                  |             |

### Seizoen 4 (2010)
In Nederland is de eerste aflevering van het 4e seizoen uitgezonden op vrijdag 29 januari 2010 om 20.30 uur op Nederland 1. In verband met de Olympische Winterspelen was aflevering 3 pas op vrijdag 5 maart te zien. Dit seizoen kwam in België vanaf 8 april 2012 op één. André Rieu (aflevering 4.01 "Optreden" als zichzelf), Piet Römer (aflevering 4.08 "Ome Will" als Ome Will), Yolanthe Cabau (aflevering 4.03 "Heksen" als Elke) en Lisa Smit (aflevering 4.09 "Alarm" en 4.10 "Hangen" als Loretta) vertolkten een gastrol in dit seizoen. 
| Afl. | Nr.  | Titel         | Regisseur         | Scenario                                                  | Datum           | Kijkcijfers |
| --- | ---- | ------------- | ----------------- | --------------------------------------------------------- | --------------- | ----------- |
| 34 | 4.01 | Optreden      | Pieter van Rijn   | Henk Apotheker & Jan Harm Dekker                          | 29 januari 2010 | 1.630.000   |
| Wolfs komt terug met de koffer van Luca, maar die blijkt leeg te zijn. Ondertussen worden er voorbereidingen getroffen voor het concert van André Rieu. |      |               |                   |                                                           |                 |             |
| 35 | 4.02 | Jagers        | Pieter van Rijn   | Henk Apotheker, Jan Harm Dekker & Simone Kome-van Breugel | 5 februari 2010 | 1.524.000   |
| Een plaatselijke politicus wordt tijdens een jachtpartij zelf slachtoffer van de kogels, een zaak die alleen maar interessanter wordt als ook een veehoudster wordt vermoord. Marion en Romeo houden zich bezig met skimmers.                                                              |      |               |                   |                                                           |                 |             |
| 36 | 4.03 | Heksen        | Pieter van Rijn   | Henk Apotheker, Jan Harm Dekker & Simone Kome-van Breugel | 5 maart 2010    | 1.308.000   |
| Op een meisjesinternaat wordt een lerares vermoord gevonden. Per toeval komt Eva erachter dat sommige van de leerlingen wicca zijn. Romeo heeft zijn bedenkingen bij een vrouw die zich voordoet als alternatieve arts.                                                                    |      |               |                   |                                                           |                 |             |
| 37 | 4.04 | Vuil spel     | Vincent Schuurman | Maarten van der Duin                                      | 12 maart 2010   | 1.494.000   |
| Er wordt een dode ambtenaar uit de Maas gevist die niet helemaal zuiver blijkt te zijn. Romeo moet een nieuwe collega inwerken en ondertussen oog houden op een groep hangouderen. |      |               |                   |                                                           |                 |             |
| 38 | 4.05 | Huis en Haard | Vincent Schuurman | Maarten van der Duin                                      | 19 maart 2010   | 1.589.000   |
| Tijdens een bezichtiging wordt een gewurgde makelaar gevonden. Eva en Wolfs moeten zich door een web van verkoopaktes, stijgende prijzen en notarissen werken om dichter bij de waarheid te komen. Daan de Vos gaat met Marion op stap als actie tegen inbrekers, maar dit loopt verkeerd. |      |               |                   |                                                           |                 |             |
| 39 | 4.06 | Verkracht     | Vincent Schuurman | Maarten van der Duin                                      | 26 maart 2010   | 1.745.000   |
| Er is een serieverkrachter actief die het heeft gemunt op fietsende meisjes. Eva wil undercover maar Wolf krijgt een telefoontje die de relatie tussen de twee bekoelt. Marion probeert een klagende buurtbewoner te helpen.                                                               |      |               |                   |                                                           |                 |             |
| 40 | 4.07 | Ripdeal       | Martin Schwab     | Henk Apotheker & Jan Harm Dekker                          | 2 april 2010    | 1.638.000   |
| Naast de zorgen voor Fleur moeten Wolfs en Eva een moord op een oud-collega oplossen met hun nieuwe partner Daan. Romeo en Marion krijgen te maken met een oudere man die zich weinig laat zeggen.                                                                                         |      |               |                   |                                                           |                 |             |
| 41 | 4.08 | Ome Will      | Martin Schwab     | Henk Apotheker & Jan Harm Dekker                          | 9 april 2010    | 1.676.000   |
| In de kazematten verdwijnt een jongeman die een afspraak had met de politie. Daan moet in zijn eerste zaak als rechercheur onderzoek doen naar een tasjesroof. |      |               |                   |                                                           |                 |             |
| 42 | 4.09 | Alarm         | Martin Schwab     | Henk Apotheker & Jan Harm Dekker                          | 16 april 2010   | 1.692.000   |
| Op een schoolplein breekt een gevecht uit. Eva merkt hulpsignalen op en wil het slachtoffer helpen, maar dat gaat moeizaam. Romeo en Daan krijgen als taak een klacht via 112 te behandelen.                                                                                               |      |               |                   |                                                           |                 |             |
| 43 | 4.10 | Hangen        | Martin Schwab     | Henk Apotheker & Jan Harm Dekker                          | 23 april 2010   | 1.703.000   |
| Wolfs zit in de gevangenis voor de moord op Robbie en de verkrachting van Loretta. Maar het verhaal blijkt groter als de dader van een tasjesroof verklaart dat Robbie een loverboy is en er sporen van hacking in Wolfs account worden gevonden.                                          |      |               |                   |                                                           |                 |             |

### Seizoen 5 (2011)
In dit seizoen gaat het verhaal verder waar seizoen 4 gestopt is. De opnames werden gemaakt vanaf eind mei 2010 tot en met de zomer van dat jaar. Het seizoen werd in Nederland uitgezonden in het begin van 2011 en in Vlaanderen vanaf 24 maart 2013. Will van Kralingen, beter bekend als hoofdinspecteur Ellis Flamand, keert in dit seizoen weer terug in de serie. Zij moest eind 2007 tijdelijk stoppen met acteren wegens gezondheidsproblemen, maar heeft de taken van hoofdinspecteur Eugène Hoeben (Helmert Woudenberg) weer overgenomen.
| Afl. | Nr.  | Titel               | Regisseur       | Scenario                                                  | Datum            | Kijkcijfers |
| --- | ---- | ------------------- | --------------- | --------------------------------------------------------- | ---------------- | ----------- |
| 44 | 5.01 | Begraven            | Pieter van Rijn | Jan Harm Dekker & Henk Apotheker                          | 7 januari 2011   | 1.890.000   |
| Wolfs leeft en Daan is weg. Daan duikt echter weer op en de pas begonnen Esmee laat hem binnen. Daan laat weten dat hij Fleur heeft en dat zij het alleen overleeft als hij Wolfs krijgt. |      |                     |                 |                                                           |                  |             |
| 45 | 5.02 | Geript              | Pieter van Rijn | Jan Harm Dekker & Henk Apotheker                          | 14 januari 2011  | 1.945.000   |
| Een drughandelaar wordt uit het water gehaald, het spoor leidt naar een drugsproducent met veel geld. Romeo werkt Esmee in bij een tasjesroof. |      |                     |                 |                                                           |                  |             |
| 46 | 5.03 | Verzorgd            | Pieter van Rijn | Jan Harm Dekker & Henk Apotheker                          | 21 januari 2011  | 1.745.000   |
| Op een zorgboerderij wordt een van de bewoners dood gevonden, de zaak wordt er niet makkelijker op doordat de andere bewoners niet verbaal sterk zijn. Esmee, Marion en Romeo onderzoeken de verdwijning van een man die wel nog zijn huis heeft verkocht.                                                                                         |      |                     |                 |                                                           |                  |             |
| 47 | 5.04 | Ontspoord           | Pieter van Rijn | Jan Harm Dekker & Henk Apotheker                          | 28 januari 2011  | 1.725.000   |
| Wolfs en Eva worden erbij geroepen als er een man wordt gevonden waarvan het lichaam is verplaatst na de dood. Hierna moeten ze echter op zoek naar een verdwenen investeerder. De twee zaken komen wonderlijk genoeg bij elkaar. Esmee en Romeo proberen te ontdekken waarom een man door het lint gaat, waarbij Esmee een belangrijke les leert. |      |                     |                 |                                                           |                  |             |
| 48 | 5.05 | Wie zaait...        | Martin Schwab   | Simone Kome-van Breugel, Jan Harm Dekker & Henk Apotheker | 4 februari 2011  | 1.768.000   |
| Wolfs en Eva moeten een familiedrama op een boerderij onderzoeken. De eerste verdenkingen gaan uit naar de dementerende echtgenoot maar als er wiet in het maïsveld wordt gevonden slaat de zaak een andere richting in. Esmee en Romeo onderzoeken een zaak waarbij een ex-partner zich op het randje van stalking begeeft.                       |      |                     |                 |                                                           |                  |             |
| 49 | 5.06 | Huwelijk op de Maas | Martin Schwab   | Jan Harm Dekker & Henk Apotheker                          | 11 februari 2011 | 1.664.000   |
| Wat een mooie trouwdag had moeten worden eindigt in een drama als de vader van de bruid dood wordt gevonden. |      |                     |                 |                                                           |                  |             |
| 50 | 5.07 | Nieuwe wijn         | Martin Schwab   | Jan Harm Dekker & Henk Apotheker                          | 18 februari 2011 | 1.754.000   |
| Een meisje wordt 's ochtends dood gevonden op een wijnhoeve. Het meisje was een avond weg geweest en werkte als plukker op de wijnhoeve. Wolfs en Eva onderzoeken de zaak op de wijnhoeve. Romeo en Esmee houden zich bezig met een criminele groep jongeren. De groep betrekt namelijk jonge kinderen bij criminele activiteiten.                 |      |                     |                 |                                                           |                  |             |
| 51 | 5.08 | Aangereden          | Martin Schwab   | Bert Bouma, Jan Harm Dekker & Henk Apotheker              | 25 februari 2011 | 1.683.000   |
| Een normale verkeerscontrole ontaardt in een zoektocht naar een seriemoordenaar als Esmee wordt aangereden. In het ziekenhuis probeert Marion te weten te komen waarom Esmees moeder haar vader en de politie er niet bij wil hebben. |      |                     |                 |                                                           |                  |             |
| 52 | 5.09 | Inkom               | Martin Schwab   | Robert Jan Overeem, Jan Harm Dekker & Henk Apotheker      | 4 maart 2011     | 1.803.000   |
| Een dronken vrouw die werd vermist na een studentenfeest wordt dood aangetroffen in het bos, haar schedel blijkt te zijn verbrijzeld door een val. Esmee en Romeo weigeren de provocatieve Jos in hechtenis te nemen. |      |                     |                 |                                                           |                  |             |
| 53 | 5.10 | Schuld              | Martin Schwab   | Jan Harm Dekker & Henk Apotheker                          | 11 maart 2011    | 1.919.000   |
| Alhoewel Eva moet assisteren bij een nieuwe verkeerscontrole probeert ze Wolfs nog steeds te helpen. Ze vindt Rebecca, die een deel van het geld heeft. |      |                     |                 |                                                           |                  |             |

### De overloper (2012)
Voor het zesde seizoen werd de telefilm De overloper uitgezonden, deze film vormde een brug tussen seizoen 5 en 6.

### Seizoen 6 (2012)
De opnames van dit seizoen, waarin onder anderen Frans Bauer, Isa Hoes, Rick Engelkes, Kimberley Klaver en Pepijn de Wit een gastrol spelen, zijn halverwege 2011 gemaakt. De eerste aflevering van seizoen 6 werd op 3 februari 2012 uitgezonden. Vanaf 23 maart 2014 werd dit seizoen op één uitgezonden. Bekende figuranten zijn Frits Sissing en Anniko van Santen in hun vertrouwde omgeving van Opsporing Verzocht. Frieda Mechels is de nieuwe hoofdinspecteur.
| Afl. | Nr.  | Titel             | Regisseur           | Scenario                                                      | Datum            | Kijkcijfers |
| --- | ---- | ----------------- | ------------------- | ------------------------------------------------------------- | ---------------- | ----------- |
| 54 | 6.01 | Een nieuw begin   | Martin Schwab       | Jan Harm Dekker & Bert Bouma                                  | 3 februari 2012  | 1.733.000   |
| Op een woonwagenkamp wordt een in brand gestoken lijk gevonden. Eva werkt samen met een andere rechercheur aangezien Wolfs niet is komen opdagen. Eva probeert erachter te komen waarom de moord is gepleegd en door wie. Tegelijkertijd gaat ze zich steeds meer ergeren aan de vervanger van Wolfs. Marion gaat ondertussen naar een huisfeest van haar zoon Frits, hier ontmoet ze een Ier genaamd Brann. Aan het eind van de aflevering, tijdens een optreden van Frans Bauer, keert Wolfs terug bij Eva en als rechercheur. |      |                   |                     |                                                               |                  |             |
| 55 | 6.02 | Slangenkop        | Martin Schwab       | Jan Harm Dekker, Marly van Otterloo & Myranda Jongeling       | 10 februari 2012 | 1.688.000   |
| In een container wordt een afgehakt hoofd gevonden. Dit brengt een zaak van mensenhandelaren en Chinese maffia aan het rollen. Marion en Romeo onderzoeken een vechtpartij tijdens een mini miss-verkiezing. |      |                   |                     |                                                               |                  |             |
| 56 | 6.03 | Gif               | Martin Schwab       | Jan Harm Dekker & Robert Jan Overeem                          | 17 februari 2012 | 1.736.000   |
| Er wordt een vergiftigde asielzoeker gevonden die afspraken maakte met dames via internet. Marion en Romeo zoeken uit waarom een scholier in het water sprong. |      |                   |                     |                                                               |                  |             |
| 57 | 6.04 | Baby Gaga         | Martin Schwab       | Jan Harm Dekker, Marly van Otterloo & Myranda Jongeling       | 24 februari 2012 | 1.767.000   |
| Eva wordt van dichtbij geraakt als zij samen met Wolfs onderzoek doet naar een verdwenen baby. Marion en Romeo komen in contact met een jongen uit België die in Maastricht naar zijn vader zoekt. |      |                   |                     |                                                               |                  |             |
| 58 | 6.05 | Kindermenu        | Martin Schwab       | Jan Harm Dekker, Simone Kome-van Breugel & Robert Jan Overeem | 2 maart 2012     | 1.637.000   |
| Een arts wordt bedreigd en mishandeld. Wolfs duikt in het verleden van deze man en stuit op duistere zaken. Romeo is op zoek naar twee nepagenten die toeristen van hun auto beroven. |      |                   |                     |                                                               |                  |             |
| 59 | 6.06 | Vals spel         | Martin Schwab       | Jan Harm Dekker & Robert Jan Overeem                          | 9 maart 2012     | 1.641.000   |
| Eva zit thuis en daarom moet Wolfs met Romeo op zoek naar de waarheid achter een dreig-SMS. Omdat ze niet kan stilzitten helpt Eva Marion uit te zoeken waarom een kunststudent al haar geld weg geeft. |      |                   |                     |                                                               |                  |             |
| 60 | 6.07 | Lief en Leed      | Martin Schwab       | Jan Harm Dekker & Robert Jan Overeem                          | 16 maart 2012    | 1.632.000   |
| Wolfs en Eva onderzoeken de dood van een bekende kickbokser die schijnbaar fraude pleegde met een goed doel. Romeo moet optreden op tv nadat Marion en hij een tas verliezen met belangrijke documenten. |      |                   |                     |                                                               |                  |             |
| 61 | 6.08 | Lokaas            | Pieter Walther Boer | Jan Harm Dekker & Robert Jan Overeem                          | 23 maart 2012    | 1.647.000   |
| Wat eerst een simpele bankruzie lijkt, mondt uit in een gijzeling voor Marion en Romeo. Ze proberen de mensen rustig te houden terwijl Wolfs en Eva op zoek gaan naar de identiteit van de bankovervaller en haar connectie met een gevangene. |      |                   |                     |                                                               |                  |             |
| 62 | 6.09 | Heden en verleden | Pieter Walther Boer | Jan Harm Dekker & Bert Bouma                                  | 30 maart 2012    | 1.615.000   |
| Eva moet haar verleden onder ogen zien als een meisje in haar oude huis wordt verkracht op precies dezelfde manier als haar vader deed. Marion is gek van bezorgdheid en forceert een zoektocht naar Frits. |      |                   |                     |                                                               |                  |             |
| 63 | 6.10 | Patsy             | Pieter Walther Boer | Jan Harm Dekker & Henk Apotheker                              | 6 april 2012     | 1.934.000   |
| De president van de Verenigde Staten is in Nederland, Marion en Romeo zijn niet te bereiken en Frits is nog steeds weg. Door de tegenwerking van Bill Stark worden Eva en Wolfs gedwongen drastische maatregelen te nemen. |      |                   |                     |                                                               |                  |             |

### Seizoen 7 (2013)
De afleveringen voor seizoen 7 werden vanaf 5 juni 2012 opgenomen. Kijkers konden in de vorm van een prijsvraag meeschrijven aan de afleveringen van seizoen 7. Victor Reinier schreef en regisseerde zelf een aflevering. Thomas Acda is ook weer te zien in het 7e seizoen, net als Jamie Grant. Ook had Vivienne van den Assem een doorlopende rol. Viggo Waas, John Buijsman, Frederik Brom, Eva Duijvestein, Nils Verkooijen en Bernardus Manders vertolkten gastrollen. Vanaf 29 maart 2015 werd deze reeks op één uitgezonden.
| Afl. | Nr.  | Titel         | Regisseur       | Scenario                                                | Datum                                                  | Kijkcijfers |
| --- | ---- | ------------- | --------------- | ------------------------------------------------------- | ------------------------------------------------------ | ----------- |
| 64 | 7.01 | Oud zeer      | Martin Schwab   | Marly van Otterloo, Myranda Jongeling & Jan Harm Dekker | 22 februari 2013 (televisie) 15 februari 2013 (online) | 2.031.000   |
| Wolfs en Eva zijn tijdelijk agent in uniform wegens een onrechtmatige aanhouding van Daan de Vos. Ze moeten zich eigenlijk bezighouden met een scootercontrole, maar zijn echter meer bezig met een moordzaak van de nieuwe rechercheurs. Romeo, Esmee en Marion zijn op zoek naar een paar verdwenen dieren uit natuurgebieden.                                                                                            |      |               |                 |                                                         |                                                        |             |
| 65 | 7.02 | Amok          | Martin Schwab   | Henk Apotheker & Jan Harm Dekker                        | 1 maart 2013                                           | 2.123.000   |
| Een vrouw wordt voor haar winkel doodgeschoten, terwijl ze die aan het openen is. Via een schietvereniging komen Wolfs en Eva uit bij een jongeman die veel computerspelletjes speelt. De aflevering eindigt met een schietpartij in een school. Romeo gaat naar zijn eerste vergadering van de COSA-kring, een groep mensen die ex-zedendelinquenten helpt.                                                                |      |               |                 |                                                         |                                                        |             |
| 66 | 7.03 | De Spin       | Martin Schwab   | Bert Bouma & Jan Harm Dekker                            | 8 maart 2013                                           | 2.024.000   |
| Een vrouw die werkt als kamermeisje in een hotel komt aangifte doen van verkrachting door een lid van het Europees Parlement. De zaak lijkt duidelijk totdat Wolfs en Eva ontdekken dat de vrouw een escort was. Romeo en Esmee proberen een meisje te vinden dat voor het laatst gezien is in een rap-video. |      |               |                 |                                                         |                                                        |             |
| 67 | 7.04 | Broos         | Martin Schwab   | Lidewij Martens & Jan Harm Dekker                       | 15 maart 2013                                          | 2.250.000   |
| Daan de Vos doet aangifte van mishandeling door Wolfs. Eva probeert erachter te komen of alles volgens de regels is gegaan tijdens de euthanasie van een baby met osteogenesis imperfecta. Marion en Romeo moeten op zoek naar een deurwaarder die ze de vorige dag hebben geholpen. Fleur besluit toch in de Ponti te komen wonen.                                                                                         |      |               |                 |                                                         |                                                        |             |
| 68 | 7.05 | Copycat       | Martin Schwab   | Simone Kome-van Breugel & Jan Harm Dekker               | 22 maart 2013                                          | 1.953.000   |
| In een flat worden 3 lijken gevonden. De moordenaar haalt inspiratie uit de film Se7en. Wolfs en Eva proberen Woede, Traagheid, Lust, Hebzucht, Vraatzucht en IJdelheid te overwinnen voordat de seriemoordenaar uitkomt bij Wraak. Marion probeert in haar eentje erachter te komen wie het lijk van een pas overleden familielid heeft meegenomen.                                                                        |      |               |                 |                                                         |                                                        |             |
| 69 | 7.06 | Mooi          | Victor Reinier  | Victor Reinier                                          | 29 maart 2013                                          | 2.120.000   |
| Een dochter vindt haar vader doodgeslagen in bed. Als blijkt dat de hoofdverdachte, zijn vrouw, een alibi heeft lijken de rechercheurs op een dood spoor te zitten. Als Wolfs en Eva de pook van de open haard vinden lijkt de vrouw alsnog de dader te zijn. Ondertussen worden verschillende gebouwen in de stad vervuild met graffiti waaronder het huis van Mechels. Romeo en Marion gaan daarom op zoek naar de dader. |      |               |                 |                                                         |                                                        |             |
| 70 | 7.07 | Alert         | Martin Schwab   | Henk Apotheker & Jan Harm Dekker                        | 5 april 2013                                           | 1.839.000   |
| Een 9-jarig meisje wordt op klaarlichte dag ontvoerd uit een winkelcentrum. Iedereen is gealarmeerd en kijkt uit naar het meisje. Romeo krijgt het moeilijk als de dader uit de COSA-kring lijkt te komen. |      |               |                 |                                                         |                                                        |             |
| 71 | 7.08 | Hawala        | Pieter van Rijn | Bert Bouma & Jan Harm Dekker                            | 12 april 2013                                          | 1.737.000   |
| Bij een overval op een kapperszaak valt een dode. Van de dader of het geld is geen spoor te bekennen. Wolfs en Eva vinden een paniekerige vrouw in het berghok, die meer weet dan ze wil vertellen. Aan het einde van de aflevering wordt Daan de Vos doodgeschoten door een onbekende. |      |               |                 |                                                         |                                                        |             |
| 72 | 7.09 | Eigenrichting | Pieter van Rijn | Robert Jan Overeem & Jan Harm Dekker                    | 19 april 2013                                          | 1.773.000   |
| Na een overval wil een groep winkeleigenaren zelf achter de ontsnapte dader aan. Wolfs werkt aan de zaak en probeert ondertussen Eva te helpen, die vast zit voor de moord op De Vos. |      |               |                 |                                                         |                                                        |             |
| 73 | 7.10 | Shock         | Pieter van Rijn | Henk Apotheker & Jan Harm Dekker                        | 26 april 2013                                          | 1.679.000   |
| Tonya is in handen van de Hawkwinds. Eva is voorwaardelijk vrij omdat Wup alleen met haar wil praten. Ze worden echter allebei gevangen genomen door de leider van de Hawkwinds, Kroud. Terwijl Romeo en Esmee het clubhuis in de gaten houden voert Wolfs de zoveelste solo-actie uit. |      |               |                 |                                                         |                                                        |             |

### Seizoen 8 (2014)
Seizoen 8 bestaat uit 10 afleveringen. Victor Reinier maakte tijdens de opnames van seizoen 8 bekend dat hij weer een aflevering zelf zou schrijven en regisseren. De grote gastrollen in dit seizoen waren voor Martijn Nieuwerf als Jens Bols (officier van justitie), Tibor Lukács als David Boesmeer (psychiater), Marjolein Beumer als Angelique Meertens (moeder van Fleur), Javier Guzman als Tony Verwoerd (vriendje van Esmee), Ali Çifteci als Coscun Hamza (drugsbaron) en Mark Kraan als Gabriël Dorkam (ex-commando). Kleinere gastrollen van bekende Nederlanders waren er voor Rik Hoogendoorn (privédetective in aflevering 8.06 "Privé") en voor Ellen ten Damme en Terence Schreurs (als Valerie en Lisette in aflevering 8.04 "Mineur"). Vanaf 3 april 2016 werd dit seizoen in Vlaanderen uitgezonden.
| Afl. | Nr.  | Titel      | Regisseur       | Scenario                                                  | Datum         | Kijkcijfers |
| --- | ---- | ---------- | --------------- | --------------------------------------------------------- | ------------- | ----------- |
| 74 | 8.01 | Dilemma    | Martin Schwab   | Jan Harm Dekker                                           | 14 maart 2014 | 2.043.000   |
| Eva zit in de gevangenis omdat ze wordt verdacht van de moord op Daan de Vos. Fleur die de moord heeft gepleegd lijkt het te zijn vergeten, Wolfs staat daarom voor de moeilijke opdracht om te kiezen tussen Eva en zijn dochter. Marion en Romeo houden zich bezig met een zaak van een in elkaar geslagen meisje. Bij het bezoeken van een van de verdachten worden ze gegijzeld door de vader van het meisje. |      |            |                 |                                                           |               |             |
| 75 | 8.02 | Vlucht     | Martin Schwab   | Henk Apotheker & Jan Harm Dekker                          | 21 maart 2014 | 2.036.000   |
| Wolfs wil dat Fleur en haar moeder het land uitvluchten en koopt daarom kaarten voor een vlucht vanaf Zaventem. Eva is ondertussen terug in de gevangenis en vreest nog steeds voor haar leven. Romeo en Marion worden nog steeds gegijzeld door de vader van het in elkaar geslagen meisje. |      |            |                 |                                                           |               |             |
| 76 | 8.03 | Verraad    | Martin Schwab   | Henk Apotheker & Jan Harm Dekker                          | 28 maart 2014 | 2.107.000   |
| Er wordt een dode man gevonden en Wolfs en Eva leiden het onderzoek. De dode was een lid van de Turkse bende "de Hamza's". Het lijkt een ripdeal in het drugscircuit te zijn. Bij het onderzoek worden Eva en Wolfs gehinderd door de Hamza's, die zelf ook achter de dader aanzitten. Marion en Romeo krijgen te maken met de zaak van een meisje van wie via het internet nep-naaktfoto's zijn verspreid. Haar vader doet aangifte en Marion en Romeo zoeken het uit. Eva moet verplicht naar een traumapsychiater.      |      |            |                 |                                                           |               |             |
| 77 | 8.04 | Mineur     | Martin Schwab   | Victor Reinier                                            | 4 april 2014  | 1.853.000   |
| Vlak voor een optreden in het Theater aan het Vrijthof overlijdt de bassist van "een van Nederlands bekendste bands" aan een overdosis. Wolfs en Eva onderzoeken de zaak. Romeo en Marion houden zich bezig met een autistische man die ingebroken heeft in een boot. Deze man weet niet waar hij woont en hoe hij heet. |      |            |                 |                                                           |               |             |
| 78 | 8.05 | Djellaba   | Martin Schwab   | Henk Apotheker & Jan Harm Dekker                          | 11 april 2014 | 1.839.000   |
| Eva en Wolfs krijgen te maken met een seriemoordenaar die traditionele moslims vermoordt. Het tweede slachtoffer is de vader van de leider van de Hamza's. Eva en Wolfs proberen de moordenaar te vinden, maar de Hamza's proberen dit ook omdat zij wraak willen nemen. Marions nieuwe huis wordt opgeleverd. Ondertussen is ze met Romeo bezig met een Oekraïense huishoudhulp die mogelijk geld heeft gestolen van een oude man.                                                                                        |      |            |                 |                                                           |               |             |
| 79 | 8.06 | Privé      | Martin Schwab   | Liesbeth Wieggers & Jan Harm Dekker                       | 18 april 2014 | 1.824.000   |
| Een privédetective is op onderzoek uit in een club. Hij ontdekt daar dat een meisje ernstig verminkt is en meldt dit bij de politie. Eva en Wolfs besluiten twee van de meiden in een safehouse onder te brengen. Maar als dan ook nog een derde meisje in veiligheid wordt gebracht verandert de zaak. Romeo en Esmee houden zich bezig met het onderzoek naar een scooterdief. |      |            |                 |                                                           |               |             |
| 80 | 8.07 | Belaagd    | Pieter van Rijn | Simone Kome-van Breugel, Jan Harm Dekker & Henk Apotheker | 25 april 2014 | 1.796.000   |
| Een jongetje wordt vermist. Het blijkt de kleinzoon van de leider van de Hamza's te zijn. Er zijn twee sporen: enerzijds is een onlangs vrijgelaten Belgische pedoseksueel uit het vizier van de politie verdwenen, anderzijds eist een onbekende een partij losgeld van opa Hamza. Romeo en Esmee onderzoeken een serie brandstichtingen. Ze krijgen echter weinig medewerking van de buurtbewoners. |      |            |                 |                                                           |               |             |
| 81 | 8.08 | Stenen     | Pieter van Rijn | Henk Apotheker & Jan Harm Dekker                          | 2 mei 2014    | 1.892.000   |
| In een grottenstelsel wordt een lijk gevonden. Het lijkt een roofoverval te zijn, maar de zaak neemt een onverwachte wending als blijkt dat de man in de jaren zeventig zelf betrokken was bij een onopgeloste diamantroof. Eva en Wolfs leiden het onderzoek naar de dood. Ondertussen is Wolfs in het geheim bezig met een onderzoek. Marion en Romeo verdenken een zwerver ervan dat hij een meisje bedreigt die in een supermarkt werkt. Fleur krijgt een lange gevangenisstraf opgelegd voor de moord op Daan de Vos. |      |            |                 |                                                           |               |             |
| 82 | 8.09 | Ciao       | Victor Reinier  | Victor Reinier                                            | 9 mei 2014    | 1.796.000   |
| Wolfs wordt vermist. In eerste instantie denken zijn collega's dat hij de veroordeling van Fleur niet te boven is. Maar er blijken vreemde dingen aan de hand te zijn: zijn politiepas wordt gevonden bij een studente en het signaal van zijn mobiel is uit de lucht. Als Eva ontdekt dat Wolfs in zijn eentje bezig was met een onderzoek gaat zij op onderzoek uit naar de verdwijning van Wolfs. Esmee en Romeo zijn ondertussen samen bezig met een geval van huiselijk geweld.                                       |      |            |                 |                                                           |               |             |
| 83 | 8.10 | De Aanslag | Pieter van Rijn | Jan Harm Dekker                                           | 16 mei 2014   | 1.874.000   |
| Er zit mogelijk een mol op het politiebureau die samenwerkt met de maffia en de commando's. Wolfs en Eva ontdekken dat officier van justitie Jens Bols informatie heeft achtergehouden en dat hij bezig is met een geheimzinnige operatie. Na een observatie van Bols komen ze uit bij een afgraving. Bij de afgraving is een schietpartij tussen drugsbendes gaande waarbij meerdere doden vallen en Jens Bols zwaargewond raakt.                                                                                         |      |            |                 |                                                           |               |             |

### Seizoen 9 (2014)
Seizoen 9 werd opgenomen in het voorjaar van 2014 en werd uitgezonden vanaf 5 september 2014. In dit seizoen hadden onder anderen Jan Smit (als zichzelf in aflevering 9.04 Paardenkracht), Kim Feenstra (mevrouw Suikerbuik aflevering 9.06 Gevoel), Tom Jansen (Geert Cremers aflevering 9.07 Stockholm), Peter Beense (eigenaar schietvereniging aflevering 9.06 Gevoel) en Johnny Kraaijkamp jr. (aflevering 9.09 DNA) een gastrol. Ook waren er in dit seizoen verschillende bijrollen van onder andere Joël de Tombe (Joe Verwaayen) en Lien Van de Kelder (Sophia Arletti). Het seizoen bevatte in totaal 11 afleveringen, die op vrijdagavond op NPO 1 werden uitgezonden.
| Afl. | Nr.  | Titel           | Regisseur       | Scenario                             | Datum                                                  | Kijkcijfers |
| --- | ---- | --------------- | --------------- | ------------------------------------ | ------------------------------------------------------ | ----------- |
| 84 | 9.01 | Verdacht        | Martin Schwab   | Jan Harm Dekker                      | 5 september 2014 (televisie) 3 september 2014 (online) | 2.132.000   |
| Op het bureau heeft men te maken met de nasleep van de moordaanslag op Wolfs, Eva en officier van justitie Jens Bols. De rijksrecherche doet onderzoek naar de aanslag en naar een "lek" op het bureau. Hangende het onderzoek wordt Marion geschorst, zij wordt ervan verdacht het lek te zijn. Wolfs onderzoekt de zaak van een jonge vrouw die dood in de Maas is gevonden. Ze blijkt te zijn doodgemarteld.                                                                                          |      |                 |                 |                                      |                                                        |             |
| 85 | 9.02 | De Trappen      | Martin Schwab   | Jan Harm Dekker & Henk Apotheker     | 12 september 2014                                      | 2.175.000   |
| Het Maastrichtse politiekorps houdt een klopjacht op Tony die voortvluchtig is met Esmee. Na een forensisch onderzoek en meerdere aanwijzingen blijken de bakstenen afkomstig te zijn uit Luik. Wolfs, Eva, Marion en Romeo vinden het huis van Tony bij De Trappen. Tony vlucht weg. Ze vinden wel Esmee maar zij overlijdt aan haar verwondingen. |      |                 |                 |                                      |                                                        |             |
| 86 | 9.03 | Truckstop       | Martin Schwab   | Bert Bouma & Jan Harm Dekker         | 19 september 2014                                      | 2.128.000   |
| Esmee wordt begraven. Na de begrafenis krijgt Wolfs een telefoontje van het bureau. Een Roemeense vrouw wordt doodgemarteld gevonden bij een achtergelaten truck. De chauffeur van de vrachtwagen beweert dat hij gedrogeerd is door de Roemeense en dat zij daardoor zijn vrachtwagen had. Marion en Romeo onderzoeken ondertussen een zaak van een jongetje dat onder de schuilnaam Maaike beweert dat hij thuis mishandeld wordt.                                                                     |      |                 |                 |                                      |                                                        |             |
| 87 | 9.04 | Paardenkracht   | Pieter van Rijn | Bert Bouma & Jan Harm Dekker         | 26 september 2014                                      | 2.195.000   |
| Een op hol geslagen paard lijkt de eigenaresse van een manege te hebben gedood, Wolfs en Eva houden zich bezig met deze zaak. Jan Smit loopt ondertussen met hen mee omdat hij binnenkort meespeelt in een politieserie, en hij zo een kijkje kan nemen bij echte rechercheurs. Marion is samen met Joe bezig met een zaak van een te hard rijdende auto met verwisselde kentekenplaten. Romeo mag ondertussen alleen op het bureau aan het werk als straf voor het privégebruik van de politiedatebase. |      |                 |                 |                                      |                                                        |             |
| 88 | 9.05 | Wraak           | Pieter van Rijn | Robert Jan Overeem & Jan Harm Dekker | 3 oktober 2014                                         | 2.211.000   |
| Een man wordt midden in de nacht vermoord. De man blijkt de veroorzaker te zijn van een verkeersongeval waarbij twee doden vielen. Eva en Wolfs onderzoeken waarom de man is vermoord. Marion en Joe houden zich bezig met een vluchteling uit Liberia wiens verblijfsvergunning bijna verloopt. De vluchteling is opgepakt omdat hij dure kleding steelt uit winkels. |      |                 |                 |                                      |                                                        |             |
| 89 | 9.06 | Gevoel          | Victor Reinier  | Victor Reinier                       | 10 oktober 2014 (televisie) 8 oktober 2014 (online)    | 2.169.000   |
| Een gastarbeider uit Polen wordt dood aangetroffen op een parkeerterrein in de stad. Hij blijkt te zijn doodgeschoten. De moord lijkt identiek aan een onopgeloste zaak van een jaar eerder. Wolfs en Eva werken samen met Romeo aan de zaak. Romeo werkt vanaf kantoor omdat hij nog steeds verplicht kantoordienst heeft. Marion en Joe krijgen te maken met een inbraak waarbij alleen een pistool wordt buitgemaakt.                                                                                 |      |                 |                 |                                      |                                                        |             |
| 90 | 9.07 | Stockholm       | Pieter van Rijn | Robert Jan Overeem & Jan Harm Dekker | 17 oktober 2014                                        | 2.247.000   |
| Er is een AMBER Alert uitgegaan voor een vermist meisje. De tipgever, een ander jong meisje, ontkent dat ze er iets van af weet als Eva en Wolfs haar achterhalen. Het meisje blijkt ook te weten van een ontvoering in Zwolle als ze opnieuw de kindertelefoon belt. Maar opnieuw wil ze aan de rechercheurs niets kwijt. Joe en Marion houden zich bezig met een verwarde jonge vrouw. |      |                 |                 |                                      |                                                        |             |
| 91 | 9.08 | Bedrog          | Martin Schwab   | Lidewij Martens & Jan Harm Dekker    | 24 oktober 2014                                        | 2.429.000   |
| Een belangrijke vrouw bij een organisatie voor goede doelen komt om het leven bij een botsing met een vrachtwagen. Wolfs en Eva besluiten de organisatie te onderzoeken als blijkt dat de vrouw een overdosis kalmeringsmiddelen in haar bloed heeft. Marion en Romeo houden zich bezig met zakkenrollers op de Markt. Wolfs is ondertussen ook bezig met een onderzoek naar de ex-militairen. |      |                 |                 |                                      |                                                        |             |
| 92 | 9.09 | DNA             | Martin Schwab   | Lidewij Martens & Jan Harm Dekker    | 31 oktober 2014                                        | 2.281.000   |
| Een man uit het dorp "Ekkelboom" is vermist. De zaak lijkt in verband te staan met een grootschalig DNA-onderzoek in het dorp en daarom onderzoeken Wolfs en Eva de zaak. Romeo en Marion proberen een uit de hand gelopen burenruzie op te lossen. Wolfs komt in contact met een Italiaanse rechercheur die hem vertelt over het verleden van psychiater David Boesmeer. Ze besluiten Eva hierover niet in te lichten.                                                                                  |      |                 |                 |                                      |                                                        |             |
| 93 | 9.10 | Exit            | Martin Schwab   | Bennie Roeters & Jan Harm Dekker     | 7 november 2014                                        | 2.311.000   |
| Een man wordt midden in de nacht in zijn bed vermoord. De moordenaar lijkt al snel zijn vrouw te zijn die antidepressiva slikte. Toch besluiten Wolfs en Eva de zaak nader te onderzoeken. Marion en Romeo houden zich bezig met de nieuwe auto van oud-stagiair Joe, die omgekat blijkt te zijn. Wolfs besluit Eva in te lichten over het verleden van David Boesmeer. |      |                 |                 |                                      |                                                        |             |
| 94 | 9.11 | Strizzacervelli | Pieter van Rijn | Henk Apotheker & Jan Harm Dekker     | 14 november 2014                                       | 2.125.000   |
| Eva besluit zich ziek te melden nadat ze heeft gehoord dat David bij de maffia zit. Wolfs en Sophia hebben ondertussen ontdekt dat de Afghanen met de Italianen willen afspreken in Nederland, ze weten alleen niet waar. Doordat David Eva's mobiel heeft gebruikt, weet Eva te achterhalen dat ze in Walibi afspreken. Daarom gaat het Maastrichtse politieteam naar Walibi. Romeo schiet Tony dood omdat hij Eva bedreigt met een mes. De rest van de maffiosi wordt opgepakt.                        |      |                 |                 |                                      |                                                        |             |

### Seizoen 10 (2015)
Seizoen 10 werd opgenomen in het najaar van 2014 en uitgezonden vanaf 28 augustus 2015. In dit seizoen zijn er gastrollen van onder Lieke Antonisen als Gerda Blok (Lijkschouwer), Tim Haars als Adrie Langedam (10.01 Overvallen), Ferri Somogyi als Nico Langedam (10.01 Overvallen), Anne-Marie Jung als Yvonne Langedam (10.01 Overvallen), Micha Hulshof als Wijnand de Jonge (2 afleveringen), Merel Baldé als Julia Swaans, Peter Bolhuis als Taaf Swaans (2 afleveringen), Bert Kuizenga als Meneer Boerma (2 afleveringen), Bram Coopmans als Aad Bosman (10.03 Gekte), Michiel de Jong als Olivier van Hees (10.03 Gekte), Christine van Stralen als Petra van Lint (10.04 De Voortvluchtige), Cees Geel als Mart Vreeken (10.05 Stappen), Marjolein Keuning als Esther Vreeken (10.05 Stappen), Gerson Oratmangoen als Anthony Perreira (10.05 Stappen) en Derek de Lint als Peter Fontein (10.06 Het Dispuut).
| Afl. | Nr.   | Titel             | Regisseur       | Scenario                                          | Datum             | Kijkcijfers |
| --- | ----- | ----------------- | --------------- | ------------------------------------------------- | ----------------- | ----------- |
| 95 | 10.01 | Overvallen        | Pieter van Rijn | Henk Apotheker & Jan Harm Dekker                  | 28 augustus 2015  | 2.004.000   |
| Vroeg op de ochtend vindt een gewapende overval plaats op een geldkantoor in Maastricht. Wolfs en Eva gaan richting het geldkantoor om daar de achtervolging in te zetten op de vluchtauto. Hierbij worden ze beschoten met automatische wapens en moeten ze de achtervolging staken. Wolfs en Eva houden zich hierna bezig met het onderzoek naar de overval. Romeo en Marion zijn aanwezig bij een begrafenis. Een vrouw is namelijk bang dat haar twee ruziënde criminele broers elkaar iets aan zouden doen op de begrafenis van hun moeder.                                                                                 |       |                   |                 |                                                   |                   |             |
| 96 | 10.02 | Het Model         | Pieter van Rijn | Simone Kome-van Breugel & Jan Harm Dekker         | 4 september 2015  | 2.120.000   |
| Een vrouw wordt dood in bad gevonden. Haar vader, de gepensioneerde Maastrichtse agent Taaf Swaans, denkt aan moord, maar haar dood lijkt in eerste instantie zelfmoord. De zaak wordt verder onderzocht. Wolfs en Eva komen erachter dat de vrouw, Julia, de avond ervoor op een feest van vrienden was en ze richten hun vizier daarom op dit feest. Marion en Romeo krijgen te maken met een boer die beweert dat zijn koe door ruimtewezens is ontvoerd. Al snel blijkt dat er meerdere oude koeien in korte tijd zijn verdwenen.                                                                                            |       |                   |                 |                                                   |                   |             |
| 97 | 10.03 | Gekte             | Martin Schwab   | Robert Jan Overeem & Jan Harm Dekker              | 11 september 2015 | 2.081.000   |
| Een grafisch ontwerpster wordt vermoord door middel van het giftige gas sarin. De vrouw had kort daarvoor aangifte gedaan tegen haar gestoorde broer bij Marion. Wolfs en Eva gaan daarom op zoek naar de dader. Romeo en Marion krijgen ondertussen te maken met een opstootje in een woonwijk. Na het ingrijpen wordt er aangifte gedaan tegen Marion. |       |                   |                 |                                                   |                   |             |
| 98 | 10.04 | De Voortvluchtige | Pieter van Rijn | Simone Kome-van Breugel & Jan Harm Dekker         | 18 september 2015 | 2.184.000   |
| Drie gevangenen ontsnappen uit een detentiebus die onderweg is naar de rechtbank. Een van de ontsnapte daders is Wijnand de Jonge. Hij werd opgepakt wegens de dood van Julia in bad. Wolfs en Eva beginnen een klopjacht op Wijnand en bekijken tegelijkertijd de zaak opnieuw. Romeo en Marion krijgen te maken met een hond die schapen aanvalt. Wanneer ze bij de eigenaar gaan kijken lijkt er veel meer aan de hand te zijn. |       |                   |                 |                                                   |                   |             |
| 99 | 10.05 | Stappen           | Martin Schwab   | Wolter Muller, Reint Schölvinck & Jan Harm Dekker | 25 september 2015 | 2.170.000   |
| Een kennis die Wolfs al enkele jaren niet heeft gezien wil zelfmoord plegen. Dit omdat hij last heeft van uitgezaaide kanker en niet in een ziekenhuisbed wil sterven. De kennis vraagt daarom of Wolfs zijn vrouw hierover wil inlichten. Tegelijkertijd houden Wolfs en Eva zich bezig met het lijk van de Rotterdamse crimineel Perreira. Romeo en Marion onderzoeken de diefstal van een antieke vaas in een bejaardenhuis. |       |                   |                 |                                                   |                   |             |
| 100 | 10.06 | Het Dispuut       | Martin Schwab   | Michiel Hanrath & Jan Harm Dekker                 | 2 oktober 2015    | 2.190.000   |
| Een aantal leden van een voormalig dispuut zijn na hun pensioen bij elkaar gaan wonen in een groot huis. Op de feestelijke start van het dispuut wordt een van de leden doodgeschoten wanneer hij een fles wijn van zijn kamer gaat halen. Wolfs en Eva proberen te achterhalen wie de dader is en hoe hij is ontkomen. Romeo en Marion houden zich bezig met de vermissing van een 16-jarige christelijke jongen. |       |                   |                 |                                                   |                   |             |
| 101 | 10.07 | De Wethouder      | Martin Schwab   | Liesbeth Wieggers & Jan Harm Dekker               | 9 oktober 2015    | 2.190.000   |
| Wolfs en Eva krijgen te maken met een moord op een wethouder. Wolfs en Eva zoeken de moord in de richting van de plaatselijke voetbalclub. Dit omdat de wethouder de bouw van huizen op de plek van de voetbalclub heeft goedgekeurd. Romeo en Marion houden zich bezig met kleine drugsdeals in de stad. Ze proberen erachter te komen van wie de drugs echt zijn. |       |                   |                 |                                                   |                   |             |
| 102 | 10.08 | Plan B            | Martin Schwab   | Henk Apotheker & Jan Harm Dekker                  | 16 oktober 2015   | 2.161.000   |
| Midden in de nacht wordt een vrouw gewekt wanneer ze ligt te slapen. Haar dochter wordt opgesloten op haar kamer en zij wordt meegenomen naar haar werk met een bomgordel om. Op haar werk moet ze samen met haar baas de inhoud van de kluis aan de daders afgeven. Terwijl Wolfs en Eva nog bezig zijn met het onderzoek wordt het dochtertje van de vrouw ontvoerd. Romeo en Marion helpen deels mee met Wolfs en Eva. Ook krijgen zij te maken met een vondeling in een kerk. |       |                   |                 |                                                   |                   |             |
| 103 | 10.09 | Het Stuk          | Aniëlle Webster | Robert Jan Overeem & Jan Harm Dekker              | 23 oktober 2015   | 1.731.000   |
| Een student van Toneelschool Maastricht komt om het leven nadat hij mogelijk de Maas is in geduwd. Nadat Wolfs en Eva hebben ontdekt dat alle getuigen paddo's hebben gebruikt wordt het lastiger om de dader te vinden. Romeo en Marion helpen mee met het reanimeren van een man bij het Mosae Forum. Ze zoeken uit wie de man is en waar hij vandaan komt. |       |                   |                 |                                                   |                   |             |
| 104 | 10.10 | Klem              | Aniëlle Webster | Henk Apotheker & Jan Harm Dekker                  | 30 oktober 2015   | 2.115.000   |
| Een jonge vrouw uit Maastricht komt om het leven nadat ze vervuilde drugs binnen heeft gekregen. Marion en Romeo komen erachter dat het meisje na haar geboorte is afgestaan en dat ze geen pleegouders heeft. Wolfs en Eva proberen de bron van de vervuilde drugs te ontdekken. Tegelijkertijd komt Wolfs erachter dat er moordpogingen op zijn dochter Fleur worden gedaan. Deze doet hoofdofficier Bols voorkomen als zelfmoordpogingen door zijn dochter. Als Wolfs hem vervolgens vraagt te spreken over Fleur weigert hij dit. Wolfs raakt meer en meer gefrustreerd en besluit daarom het heft in eigen handen te nemen. |       |                   |                 |                                                   |                   |             |
| 105 | 10.11 | Safe?             | Victor Reinier  | Jan Harm Dekker                                   | 6 november 2015   | 1.766.000   |
| Wolfs besluit om zelf Fleur te gaan bevrijden uit de gevangenis. Dankzij een hacker krijgt hij onder meer een vals paspoort. Hij komt achter de gegevens van deze hacker doordat Romeo en Marion een onderzoek naar haar doen. Eva is ondertussen de persoonlijke beveiliger van Bols nadat er weer een aanslag op hem is gepleegd. Eva komt er achter dat Bols meerdere dingen voor haar achterhoudt, zoals dat hij sinds 2001 is getrouwd met Katharina Bols-Polak en zij uit Katowice, Polen komt. |       |                   |                 |                                                   |                   |             |

### Seizoen 11 (2016–2017)
Seizoen 11 werd opgenomen in het voor- en najaar van 2016. Het elfde seizoen ging van start op 16 december 2016.
In dit seizoen gaan de bedreigingen van Bols door. Eva wordt ontvoerd door Bols en Wolfs wordt gezocht voor medeplichtigheid aan de ontsnapping van Fleur. Wolfs slaat op de vlucht. Jens Bols valt door de mand omdat het korps erachter komt dat hij de aanslagen verzonnen heeft.
Dit seizoen keren enkele personages terug: Carly Wijs - Bea Middelkoop (seizoen 2, 2008) en Rik Hoogendoorn - privédetective (seizoen 8, 2014). Ook zijn er gastrollen van o.a. Caya de Groot - rijksrechercheur Brigit de Nooijer, Elise van 't Laar - Jesse Veldhuis en Joël de Tombe - voormalig agent, stagiair (seizoen 9). Verder is een grote gastrol weggelegd voor Harun Balci als Mustafa Aziz, een vluchteling uit Syrië.
| Afl. | Nr.   | Titel               | Regisseur       | Scenario                              | Datum            | Kijkcijfers |
| --- | ----- | ------------------- | --------------- | ------------------------------------- | ---------------- | ----------- |
| 106 | 11.01 | Opgejaagd           | Pieter van Rijn | Henk Apotheker & Jan Harm Dekker      | 16 december 2016 | 1.713.000   |
| Nadat Wolfs zijn dochter uit de gevangenis heeft bevrijd en op het vliegtuig heeft gezet, gaat hij de confrontatie met OvJ Bols aan. Hij bedreigt Bols met zijn dienstwapen, maar als de politie arriveert, vlucht hij weg. Hij gaat op zoek naar Eva. Eva komt erachter dat ze bij de familie van Bols in België zit. Ze probeert te vluchten, maar dit gaat fout. |       |                     |                 |                                       |                  |             |
| 107 | 11.02 | Ontsnapt            | Pieter van Rijn | Henk Apotheker & Jan Harm Dekker      | 23 december 2016 | 1.865.000   |
| Het wapen waarmee de twee lijfwachten van Bols zijn vermoord wordt gevonden met Eva's sporen erop. Marion en Romeo lopen gevaar om ontslagen te worden. De teruggekeerde Syriëganger raakt betrokken bij een vechtpartij. Eva weet te ontsnappen bij de familie van Bols. Ze blijkt in de Belgische Ardennen te zitten en wordt door een Nederlander naar Maastricht gebracht. Hier smeedt ze met Wolfs een plan om Bols te pakken. Tijdens dit plan schiet Wolfs in het rond bij de familie van Bols. |       |                     |                 |                                       |                  |             |
| 108 | 11.03 | Retraite            | Martin Schwab   | Robert Jan Overeem & Jan Harm Dekker  | 30 december 2016 | 1.870.000   |
| Wolfs is nog steeds op non-actief omdat hij zijn dochter geholpen heeft uit de gevangenis te ontsnappen. Hem wordt gevraagd als Florensius drie moorden in een klooster te onderzoeken. Ondertussen doen Eva, Romeo en Marion een onderzoek naar tientallen aanrandingen. Maar ze komen er achter dat niets is wat het lijkt. Ook in het klooster is niets wat het lijkt. Wolfs krijgt zijn paspoort terug, maar belooft aan Eva gewoon in Maastricht te blijven. |       |                     |                 |                                       |                  |             |
| 109 | 11.04 | Plaatselijk Belang  | Martin Schwab   | Henk Apotheker & Jan Harm Dekker      | 6 januari 2017   | 1.717.000   |
| In een café wordt een bijeenkomst gehouden van de partij Plaatselijk Belang. Bea Middelkoop stelt zich kandidaat voor de verkiezingen. De partij is gekaapt doordat veertien nieuwe leden op een totaal van twintig Middelkoop bovenaan de kieslijst plaatsten. Als er echter in het café een moord wordt gepleegd komen Wolfs en Eva al gauw op het spoor van hun aartsrivaal die betrokken was bij de dood van Eva's man Frank. Ondertussen merken Wolfs en Eva ook dat een van de voetbaltrainers van de club FC Victoria ook lid is van de partij. |       |                     |                 |                                       |                  |             |
| 110 | 11.05 | Undercover          | Martin Schwab   | Bert Bouma & Jan Harm Dekker          | 13 januari 2017  | 1.946.000   |
| Tijdens een controle wordt er in een kofferbak van een auto semtex gevonden. Eva en Wolfs ontdekken dat de mensen waarbij de semtex gevonden is ingeschakeld zijn als loopjongens. De geldezels willen nog steeds geld. Wolfs en Eva gaan een undercover actie doen in een hotel. Maar al snel ontdekken ze dat de hele kraak een toneelstukje is van de bende. Ondertussen doet Bols mee aan criminele praktijken waarbij ook nog de aartsrivaal van Eva en Wolfs, Bea Middelkoop, betrokken is. |       |                     |                 |                                       |                  |             |
| 111 | 11.06 | Blijf van mijn Lijf | Martin Schwab   | Lidewij Martens & Jan Harm Dekker     | 20 januari 2017  | 1.993.000   |
| De directrice van een Blijf van mijn Lijfhuis wordt vermoord, terwijl ze naar een kliniek rijdt met een nieuwe cliënt. Om deze reden zijn alle echtgenoten van de cliënten direct verdacht. Romeo ontdekt steeds meer verdachte omstandigheden rond de teruggekeerde Syriëganger. Hij stuurt verschillende berichten over deze zaak naar de AIVD, maar denkt dat er niets mee gedaan wordt. Hij gaat vervolgens zelf op onderzoek uit om een aanslag op een kerncentrale te voorkomen. Dit loopt fout af. |       |                     |                 |                                       |                  |             |
| 112 | 11.07 | The Last Vlog       | Martin Schwab   | Robert Jan Overeem & Jan Harm Dekker  | 27 januari 2017  | 1.946.000   |
| Romeo is neergeschoten door de teruggekeerde Syriëganger en zijn partner. Uiteindelijk is hij gered door de Belgische politie en zijn de terroristen gedood. De AIVD vertelt aan Romeo een vierde cel te verdenken. Wolfs en Eva onderzoeken de moord op een bekende vlogger, Ricky D. De vlogger, wiens echte naam Erik Dorenbosch is, wordt in een livevlog met messteken om het leven gebracht. De vlogger blijkt zich voor te hebben gedaan als iemand anders en is dus niet wie mensen denken dat hij is. Op zijn vijftiende was hij het ouderlijk huis ontvlucht. |       |                     |                 |                                       |                  |             |
| 113 | 11.08 | Donor               | Martin Schwab   | Gaby van der Linden & Jan Harm Dekker | 3 februari 2017  | 1.927.000   |
| Eva en Wolfs onderzoeken de verdwijning van een jongen. Hij is door iemand opgehaald van school, maar zijn ouders wisten hier niets van. Romeo en Marion komen een doorrijder bij een ongeluk op het spoor. De verdachte bekent meteen, maar is niet de dader. De ontvoerde jongen blijkt de zoon van een arts en de arts wordt gedwongen een nier te transplanteren in de zoon van gijzelnemer Ramzi. De OvJ Robin Hendriks bemoeit zich met Mechels met de zaak. Wolfs offert zich op om de ontvoerde jongen te beschermen, maar dit loopt bijna fout af. Eva ontdekt dat Wolfs morsebewegingen maakt met zijn hand en zo de lokatie doorgeeft. |       |                     |                 |                                       |                  |             |
| 114 | 11.09 | Zuur                | Pieter van Rijn | Henk Apotheker & Jan Harm Dekker      | 10 februari 2017 | 1.934.000   |
| Wolfs en Eva onderzoeken twee in zuur gevonden lijken. De lijken zijn van de twee MDMA-koks, die vermoord zijn door Romijn Vizee. Intussen worden op het bureau de voorbereidingen getroffen voor de huldiging van Romeo voor het voorkomen van de aanslag. Latisha Ramautar zit in het complot, maar Marion krijgt argwaan als ze haar met een hoofddoek ziet. Ze gaat op onderzoek uit en via het systeem van de politie komt ze in contact met een zwerver, Alex Gudde, die de laptop van Latisha heeft gestolen. Op deze laptop vindt ze een foto van Latisha met een geweer. Intussen zijn collega's op het bureau bezig met de voorbereidingen, waaronder eenheidschef Marlies Kamphuis en komen Latisha en Romeo aan bij het bureau. Marion heeft Wolfs, Eva en het bureau ingelicht en er worden veiligheidsmaatregelen genomen. Op het parkeerterrein wordt Latisha ontmaskerd met een bomgordel om. Als Romeo haar onder schot houdt, dreigt ze zichzelf en dus ook Romeo op te blazen. Uiteindelijk schiet Wolfs Latisha dood, waarna Romeo de ontstekingsknop vasthoudt totdat de bom onschadelijk is gemaakt door de EOD. |       |                     |                 |                                       |                  |             |
| 115 | 11.10 | De Keuze            | Pieter van Rijn | Henk Apotheker & Jan Harm Dekker      | 17 februari 2017 | 1.993.000   |
| Fleur is terug in Nederland maar met een vreemde man. Wolfs en Eva duiken verder in de drugshandel en witwaspraktijken van de Vizees. Dan komen ze de naam Ella Weisz tegen, dit blijkt een vervalsing in een Zwitsers paspoort van Fleur. Hierdoor haalt Mechels Wolfs en Eva van de zaak af. Als Romeo Fleur wil aanhouden is ze spoorloos verdwenen. Eva en Wolfs zijn ook ineens van de radar verdwenen. Jens Bols staat met een wapen gericht op Fleur en Eva en laat Wolfs kiezen wie hij neer zal schieten. |       |                     |                 |                                       |                  |             |

### Seizoen 12 (2018)
Seizoen 12 werd opgenomen in 2017. Het twaalfde seizoen ging van start op 2 maart 2018. De laatste 2 afleveringen van het seizoen werden achter elkaar uitgezonden op 27 april 2018. In seizoen 12 zijn er grote bijrollen voor Martijn Nieuwerf (Jens Bols), Martin Schwab (Rudy Leeman), Vincent Croiset (Peter Mooy) en Edwin Jonker (Sjon Dodeman).
| Afl. | Nr.   | Titel                 | Regisseur       | Scenario                              | Datum         | Kijkcijfers |
| --- | ----- | --------------------- | --------------- | ------------------------------------- | ------------- | ----------- |
| 116 | 12.01 | Wolfs                 | Victor Reinier  | Victor Reinier                        | 2 maart 2018  | 1.911.000   |
| Wolfs is uit Maastricht vertrokken, nadat hij aan het eind van het vorige seizoen de onmogelijke keuze moest maken tussen zijn dochter Fleur en Eva. Hij koos ervoor om Fleur in leven te laten, waarna Jens Bols haar alsnog vermoordde. Eva krijgt een nieuwe partner, Peter Mooy, waarmee het niet direct lekker loopt. Ze onderzoekt een conflict tussen criminelen uit Maastricht en Amsterdam. Ook zit ze heel erg met de keuze van Wolfs in haar achterhoofd. Wolfs heeft intussen een gedaanteverandering ondergaan, inclusief baard, en werkt aan een wraakplan. Hij is Bea Middelkoop op het spoor gekomen en ontvoert haar vanuit het Zwitserse Neuhauserallee naar Amsterdam. |       |                       |                 |                                       |               |             |
| 117 | 12.02 | Eva                   | Victor Reinier  | Robert Jan Overeem & Jan Harm Dekker  | 9 maart 2018  | 1.759.000   |
| Eva weet zich in Amsterdam van haar nieuwe partner te ontdoen. Wolfs infiltreert in de Amsterdamse drugsbende die op het politiebureau een mol heeft. Bea Middelkoop – door Wolfs ontvoerd naar en opgesloten in Amsterdam om Bols' nieuwe identiteit te verkrijgen – weet te ontsnappen, maar vindt de dood. |       |                       |                 |                                       |               |             |
| 118 | 12.03 | Verlossing            | Martin Schwab   | Robert Jan Overeem & Jan Harm Dekker  | 16 maart 2018 | 1.864.000   |
| Wolfs gaat weer aan het werk en onderzoekt met Eva de dood van een pas bevallen Bulgaarse Romavrouw. De zaak krijgt een onverwachte wending wanneer een Bulgaarse liaisonagente van Europol dood gevonden wordt voor de deur van een verloskundige: Het lijkt babyhandel te zijn! Marion en Romeo houden zich bezig met een stalkende klusjesman. |       |                       |                 |                                       |               |             |
| 119 | 12.04 | Cold Case             | Martin Schwab   | Bert Bouma & Jan Harm Dekker          | 23 maart 2018 | 1.762.000   |
| Wolfs en Eva onderzoeken de moord op een in een eerdere zaak veroordeelde verdachte. Het onderzoek strekt zich ook uit tot het politiepersoneel dat de toenmalige Bosmoord heeft onderzocht. Romeo en Marion onderzoeken de verdwijning van goederen uit een verzorgingshuis voor ouderen. |       |                       |                 |                                       |               |             |
| 120 | 12.05 | Bedrogen              | Martin Schwab   | Robert Jan Overeem & Jan Harm Dekker  | 30 maart 2018 | 1.982.000   |
| Eva moet getuigen in het hoger beroep van de familie van Jens Bols. Met hulp van een hacker komt Wolfs achter de identiteit van Bols en de betalingsstroom voor de advocaat. Bols verschijnt op afstand weer in beider beeld. Eva overweegt de Rijksrecherche te informeren over alles dat zij en Wolfs over Bols te weten zijn gekomen. Terwijl Wolfs op onderzoek in Luik is, bedreigt Bols Eva met een vuurwapen en curare, een spierverslapper. Romeo en Marion behandelen een mogelijke aanranding in het park. |       |                       |                 |                                       |               |             |
| 121 | 12.06 | Valkuilen             | Martin Schwab   | Henk Apotheker & Jan Harm Dekker      | 6 april 2018  | 1.700.000   |
| De vondst van een lijk in een kuil in het bos leidt Wolfs en Eva naar een aantal onopgeloste moorden en een patentenzaak. Romeo en Marion houden zich ondertussen bezig met een mogelijk verwaarloosd kind. |       |                       |                 |                                       |               |             |
| 122 | 12.07 | Familie               | Martin Schwab   | Michiel Hanrath & Jan Harm Dekker     | 13 april 2018 | 1.748.000   |
| Er is een lid van de industriële familie Revius vermoord. Wolfs en Eva onderzoeken de zaak. Het vreemde is dat de moord weliswaar van tevoren aan de politie is gemeld, maar dat de familie niet gewaarschuwd is door het familielid die hiervan op de hoogte gesteld was. Marion krijgt een aangifte van een vermist staatslot. |       |                       |                 |                                       |               |             |
| 123 | 12.08 | Oud Zeer              | Martin Schwab   | Gaby van der Linden & Jan Harm Dekker | 20 april 2018 | 1.638.000   |
| De moord op een student zet Wolfs en Eva op het spoor van een in Limburg verblijvend overblijfsel van de Rote Armee Fraktion (RAF). Mechels wordt kort gegijzeld. |       |                       |                 |                                       |               |             |
| 124 | 12.09 | Koekoeksnest (Bols 1) | Pieter van Rijn | Robert Jan Overeem & Jan Harm Dekker  | 27 april 2018 | 1.755.000   |
| Er zijn twijfels over een zelfmoord. Eva en Wolfs onderzoeken dit. Marion en Romeo worden geconfronteerd met de ondertoezichtstelling van het dochtertje van Marions buurvrouw. Bols probeert een grote partij cocaïne te verkopen en richt daarbij een bloedbad aan. |       |                       |                 |                                       |               |             |
| 125 | 12.10 | Verslagen (Bols 2)    | Pieter van Rijn | Robert Jan Overeem & Jan Harm Dekker  | 27 april 2018 | 1.755.000   |
| Tijdens haar hardlooprondje vindt Eva een gewonde vrouw. Wanneer zij de vrouw wil helpen, wordt zij ontvoerd en elders opgesloten door een drugsbende die nog een appeltje met Bols te schillen heeft. Om haar te bevrijden zijn Wolfs en Bols tot elkaar veroordeeld. Marion en Romeo krijgen nog wat tijd om te bewijzen dat Marions buurmeisje met seksuele bedoelingen op het internet is aangeboden. Wolfs en Bols rekenen af met de drugsbende, hetgeen Bols het leven kost. Eva wordt bevrijd, maar raakt wel verslaafd aan heroïne. |       |                       |                 |                                       |               |             |

### Seizoen 13 (2018–2019)
Op 30 april 2018 werd bevestigd dat er een dertiende seizoen zou komen. De opnames werden gedraaid in het najaar van 2018. Het dertiende seizoen bestond uit 13 afleveringen en werd uitgezonden tussen 7 december 2018 en 1 maart 2019. De terugkerende rollen in dit seizoen zijn weggelegd voor Alejandra Theus (Juliette Bison), Tom Van Bauwel (Louis Daerden), Marieke Dilles (Lies Dewulf), Bart Oomen (Kees Van Dam), Harry van Rijthoven (Philippe Schalkwijk), Jop de Vries (Ron Groenen) en Han Kerckhoffs (Carlito Hinch).
| Afl. | Nr.   | Titel                | Regisseur         | Scenario                                | Datum            | Kijkcijfers  |
| --- | ----- | -------------------- | ----------------- | --------------------------------------- | ---------------- | ------------ |
| 126 | 13.01 | Dope Sucks           | Martin Schwab     | Jan Harm Dekker                         | 7 december 2018  | 1.682.000    |
| Een kind wordt ontvoerd als onderpand voor een drugsdeal. De moeder doet aangifte. Romeo en Marion krijgen een oproep uit de verslaafdenscene om uit te zoeken wat er met een alcoholverslaafde is gebeurd die al een tijd niet gezien is. |       |                      |                   |                                         |                  |              |
| 127 | 13.02 | Marion               | Victor Reinier    | Victor Reinier                          | 14 december 2018 | 1.743.000    |
| Eva besluit naar een afkickkliniek te gaan om tegen haar drugsprobleem te vechten. Marion en Wolfs krijgen te maken met de zelfmoord van een afgekickte drugsgebruiker. Marion zet haar baan op het spel als blijkt dat dingen achter haar rug om geregeld zijn. Als ze een geheimzinnig telefoontje krijgt, twijfelt ze niet. |       |                      |                   |                                         |                  |              |
| 128 | 13.03 | Zaad                 | Martin Schwab     | Bert Bouma & Jan Harm Dekker            | 21 december 2018 | 1.782.000    |
| Marlies Kamphuis neemt de functie van hoofdcommissaris over nadat Frieda Mechels is overleden. Ze houdt Wolfs en Eva meteen scherp in de gaten. Wolfs en Eva moeten uitzoeken wat er met een ontvoerd meisje is gebeurd. Dit leidt ze naar een spermabank. Marion en Romeo proberen een student te helpen die zijn geheugen kwijt is. |       |                      |                   |                                         |                  |              |
| 129 | 13.04 | Jongens              | Martin Schwab     | Henk Apotheker & Jan Harm Dekker        | 28 december 2018 | 1.792.000    |
| Een zedenagent uit Drenthe vraagt aan de politie Maastricht om te helpen bij het onderzoek naar de dood van een jongen. Romeo en Marion krijgen te maken met een dementerende vrouw, haar bezorgde dochter en het iets te aardige vriendje. |       |                      |                   |                                         |                  |              |
| 130 | 13.05 | Stroom               | Pollo de Pimentel | Henk Apotheker & Jan Harm Dekker        | 4 januari 2019   | 1.993.000    |
| Een ongeluk met stroom leidt tot de ontdekking van een wietkwekerij. De forensisch rechercheurs zeggen dat er iemand bij was. Kamphuis wil, in het kader van toenemende internetcriminaliteit, dat Romeo en Marion uitzoeken wat er met elektronische apparaten gebeurt die met gestolen bankgegevens werden betaald. |       |                      |                   |                                         |                  |              |
| 131 | 13.06 | Dood van een bankier | Pollo de Pimentel | Henk Apotheker & Jan Harm Dekker        | 11 januari 2019  | 1.919.000    |
| Een jonge man wordt per vergissing doodgeschoten. De bankier is van onbesproken gedrag. Marion maakt zich zorgen nadat ze bij een vragendag op een basisschool een nogal heftige vraag krijgt. |       |                      |                   |                                         |                  |              |
| 132 | 13.07 | Schorpioen           | Pollo de Pimentel | Gaby van der Linden & Jan Harm Dekker   | 18 januari 2019  | 1.741.000    |
| Wolfs en Eva doen onderzoek naar een vermoorde Bosniër, die regelmatig bezoek kreeg van een prostituee. Tijdens een schoonveegactie voor wietkwekerijen doet een man aangifte van een gestolen Canta bij Marion en Romeo. |       |                      |                   |                                         |                  |              |
| 133 | 13.08 | Hankie               | Pieter van Rijn   | Michiel Hanrath & Jan Harm Dekker       | 25 januari 2019  | 1.765.000    |
| Op een groot landgoed wordt geprobeerd de landdame te vermoorden. Wolfs en Eva ontdekken dat de familie wat ongeduldig was. Een man doet aangifte van mishandeling door een pooier. |       |                      |                   |                                         |                  |              |
| 134 | 13.09 | Heroïne              | Pieter van Rijn   | Henk Apotheker & Jan Harm Dekker        | 1 februari 2019  | 1.728.000    |
| Een oud-collega van Wolfs uit Amsterdam vraagt om hulp bij het oprollen van een drugbende. Dit verloopt rampzalig als een collega wordt neergeschoten en de ogen op Wolfs zelf gericht zijn. Romeo wordt seksueel geïntimideerd door de examinator van zijn cursus Leidinggevende. Dezelfde vrouw doet de volgende dag aangifte tegen hem van hetzelfde feit. |       |                      |                   |                                         |                  |              |
| 135 | 13.10 | Dagboek              | Oda Spelbos       | Michiel van Jaarsveld & Jan Harm Dekker | 8 februari 2019  | 1.902.000    |
| Eva heeft een terugval en heeft verlof genomen om naar Luik te gaan. Ze komt daar op het spoor van een bende die handelt in jonge meisjes. Wolfs en Romeo doen in Maastricht onderzoek naar de moord op een vrouw die tien jaar geleden plaatsvond. |       |                      |                   |                                         |                  |              |
| 136 | 13.11 | Rehab                | Martin Schwab     | Jan Harm Dekker                         | 15 februari 2019 | 1,43 miljoen |
| Terwijl Wolfs zich over de moord op een dealer buigt, probeert Eva in Luik te achterhalen wat er met Akua gebeurd is. Als ze haar vermoord terugvindt, is de klap zwaar en neemt ze een radicaal besluit. Wolfs ontdekt ondertussen dat de vermoorde dealer ook Alkje, het slachtoffer van de Belgische moordenaar Carlito Hinch, van drugs voorzag. Is hij vermoord om drugs of is hij ook een slachtoffer van het genootschap? Journalist Juliette Bison helpt Wolfs bij het onderzoek naar het genootschap, maar dat gaat niet zonder slag of stoot.             |       |                      |                   |                                         |                  |              |
| 137 | 13.12 | Fake News            | Martin Schwab     | Michiel van Jaarsveld & Jan Harm Dekker | 22 februari 2019 | 1.380.000    |
| Plaatselijke journalisten krijgen telkens gevoelige informatie over Wolfs en Eva in handen. Ook wordt er op een gegeven moment nepnieuws over de rechercheurs verspreid. De Belgische journaliste waarmee Wolfs het genootschap Virtus et Justitia onderzoekt, waar Mechels lid van was, komt te overlijden na het drinken van vergiftigde whisky die Wolfs in het huis van Mechels vond na haar dood. Hebben deze gebeurtenissen met elkaar te maken? Wolfs en Eva nemen samen ontslag.                                                                            |       |                      |                   |                                         |                  |              |
| 138 | 13.13 | Virtus et Justitia   | Martin Schwab     | Henk Apotheker & Jan Harm Dekker        | 1 maart 2019     | 1.370.000    |
| Wolfs en Eva hebben ontslag genomen en gaan zelf onderzoek doen naar de recente gebeurtenissen. Wat is de link? Al gauw wordt alles duidelijk en leggen de twee de hele organisatie 'Virtus et Justitia' bloot. Een van de belangrijke figuren binnen dit genootschap wordt vermoord. Wolfs en Eva vluchten voor de Belgische politie nadat ze op de P.D. zijn geweest. De volgende dag worden ze echter gearresteerd wanneer ze per ongeluk de P.D. van de moord op een ander lid van de groep binnenlopen. Wie heeft ervoor gezorgd dat hun DNA daar terechtkwam? |       |                      |                   |                                         |                  |              |

### Seizoen 14 (2020)
De opnames van het 14e seizoen werden gedraaid in het najaar van 2019. Er werden 13 afleveringen geproduceerd, die werden uitgezonden tussen 3 januari en 27 maart 2020. De terugkerende rollen in dit seizoen zijn weggelegd voor Tom Van Bauwel (Louis Daerden), Marieke Dilles (Lies Dewulf), Harry van Rijthoven (Philippe Schalkwijk) en Jop de Vries (Ron Groenen).
| Afl. | Nr.   | Titel                        | Regisseur       | Scenario                             | Datum            | Kijkcijfers |
| --- | ----- | ---------------------------- | --------------- | ------------------------------------ | ---------------- | ----------- |
| 139 | 14.01 | Vertrouwen 1                 | Martin Schwab   | Victor Reinier                       | 3 januari 2020   | 1.333.000   |
| Wolfs en Eva hebben hun ontslag ingediend en zijn gearresteerd voor de moord op voorzitter van het hof van assisen. Maar als ze weten te ontsnappen komen ze erachter dat hiervan geen melding is gemaakt. Ze richten zich tot de nieuwe hoofdcommissaris. Marion en Romeo moeten een rechercheur uit Utrecht helpen en een seriemoordenaar in de kraag zien te vatten en krijgen tegelijk te maken met een man die voor zijn dementerende moeder zorgt. |       |                              |                 |                                      |                  |             |
| 140 | 14.02 | Vertrouwen 2                 | Martin Schwab   | Jan Harm Dekker                      | 10 januari 2020  | 1.443.000   |
| Wolfs en Eva gaan bij procureur-generaal Schalkwijk langs. Romeo gaat verder met zijn onderzoek naar de stankoverlast. |       |                              |                 |                                      |                  |             |
| 141 | 14.03 | Safehouse                    | Martin Schwab   | Bert Bouma & Jan Harm Dekker         | 17 januari 2020  | 1.437.000   |
| Er ligt een zware opdracht voor Wolfs en Eva klaar als een moord ze leidt naar een makelaar die ook safehouses verhuurt. Marion en Romeo onderzoeken de diefstal van meerdere dure horloges. |       |                              |                 |                                      |                  |             |
| 142 | 14.04 | Monnikskap                   | Pieter van Rijn | Allard Bekker & Jan Harm Dekker      | 24 januari 2020  | 1.255.000   |
| In zeer korte tijd worden enkele familieleden van bankmedewerkers doodgeschoten met een kruisboog. Als Wolfs bijna hetzelfde lot overkomt lijken er gevoelens in Eva op te komen die ze nooit eerder heeft gevoeld. Een meisje spreekt Marion en Romeo aan op het feit dat iemand bij de bouwmarkt steeds grote hoeveelheden ontstopper koopt. |       |                              |                 |                                      |                  |             |
| 143 | 14.05 | Recidive                     | Pieter van Rijn | Henk Apotheker & Jan Harm Dekker     | 31 januari 2020  | 1.190.000   |
| Een tbs'er ontsnapt aan zijn begeleider en gaat meteen achter degene aan die hem zijn straf heeft opgeleverd. Romeo en Marion raken verwikkeld in een internationale kwestie als ze een diplomaat aanhouden en worden beschuldigd van het stelen van diplomatieke post. |       |                              |                 |                                      |                  |             |
| 144 | 14.06 | Jazz                         | Pieter van Rijn | Robert Jan Overeem & Jan Harm Dekker | 7 februari 2020  | 1.284.000   |
| Na een auditie voor een jazzband verdwijnt een 21-jarige vrouw. Uit het onderzoekt komt naar voren dat ze een stalker heeft. Romeo en Marion gaan langs op een school omdat een jongen gepest wordt. Romeo wordt op non-actief gezet nadat zijn persoonlijke codes zijn gebruikt om een dossier op te vragen. |       |                              |                 |                                      |                  |             |
| 145 | 14.07 | Parasiet                     | Victor Reinier  | Allard Bekker                        | 14 februari 2020 | 1.323.000   |
| In een duur appartement wordt het lijk van een vrouw gevonden. Wolfs moet samenwerken met Marion, omdat Eva geveld is door buikgriep. Romeo gaat alleen op zoek naar een ontsnapte patiënt met dwanghandelingen. |       |                              |                 |                                      |                  |             |
| 146 | 14.08 | PGP                          | Martin Schwab   | Wim Hoen & Jan Harm Dekker           | 21 februari 2020 | 1.262.000   |
| Wolfs en Eva krijgen een bijzondere zaak voor hun kiezen als twee straatrovers de verkeerde bestelen en worden bedreigd. Romeo en Marion onderzoeken de afpersing van een patisserie. |       |                              |                 |                                      |                  |             |
| 147 | 14.09 | Museum                       | Martin Schwab   | Anne-Gine Goemans & Jan Harm Dekker  | 28 februari 2020 | 1.370.000   |
| In een museum wordt een bekende kunstenaar dood aangetroffen kort nadat hij ruzie maakte met een andere kunstenaar. Wolfs en Eva zoeken uit wat er gebeurd is en wie het gedaan heeft. Marion en Romeo krijgen te maken met een 16-jarig meisje dat volgens haar vader drugs moet dealen voor haar vriendje. |       |                              |                 |                                      |                  |             |
| 148 | 14.10 | Wie met het zwaard omgaat... | Oda Spelbos     | Robert Jan Overeem & Jan Harm Dekker | 6 maart 2020     | 1.383.000   |
| Wolfs en Eva proberen uit te zoeken wie er een wapenhandelaar heeft doodgeschoten. Romeo gaat alleen achter een groep mannen aan die Marion in elkaar hebben geslagen. |       |                              |                 |                                      |                  |             |
| 149 | 14.11 | Bonny & Clyde                | Pieter van Rijn | Henk Apotheker & Jan Harm Dekker     | 13 maart 2020    | 1.356.000   |
| Wolfs en Eva onderzoeken de moord op een turnleraar. Hij wordt op klaarlichte dag doodgeschoten in zijn atletiekclub terwijl zijn vrouw lesgeeft aan een groep meisjes. Marion en Romeo pakken een 19-jarig meisje op dat beschuldigd wordt van het stelen van een fles sterke drank. Of is er meer aan de hand? |       |                              |                 |                                      |                  |             |
| 150 | 14.12 | Barcode                      | Pieter van Rijn | Jan Harm Dekker                      | 20 maart 2020    | 1.835.000   |
| Wanneer Marions tweelingzus Rianne opduikt in Maastricht, weet Marion meteen dat dat geen goed nieuws is. Marion neemt Rianne mee naar huis in de hoop haar weer op het juiste pad te krijgen, maar was dat wel zo een goed idee? Wolfs en Eva onderzoeken de dood van een meisje met een barcode op haar arm. Wanneer Romeo nog een meisje aantreft met dezelfde tattoo, leidt dit spoor naar personen die Wolfs en Eva maar al te goed kennen.         |       |                              |                 |                                      |                  |             |
| 151 | 14.13 | Dewulf                       | Pieter van Rijn | Jan Harm Dekker                      | 27 maart 2020    | 1.698.000   |
| Wolfs en Eva kunnen eindelijk Lies Dewulf aan Virtus et Justitia koppelen. Marion en Romeo proberen Marions tweelingzus Rianne te vinden nadat ze in politie-uniform een juwelier heeft overvallen. |       |                              |                 |                                      |                  |             |

### Seizoen 15 (2021)
| Afl. | Nr.   | Titel                      | Regisseur       | Scenario                                | Datum            | Kijkcijfers |
| --- | ----- | -------------------------- | --------------- | --------------------------------------- | ---------------- | ----------- |
| 152 | 15.01 | Gerechtigheid              | Pieter van Rijn | Jan Harm Dekker                         | 8 januari 2021   | 1.698.000   |
| Wolfs ontsnapt uit het brandende huis van Lies Dewulf en probeert Eva te vinden. Zij zit in een vrachtwagen op transport, en weet een telefoon te bemachtigen om met Wolfs te communiceren. Ondertussen weet hoofdinspecteur Kamphuis zich geen raad met het gehackte politiesysteem. Samen met Larry probeert ze het systeem te repareren, maar dan bemoeit Europol zich met de zaak. Wolfs en Romeo weten Eva en de andere meisjes te bevrijden en gaan op zoek naar Lies Dewulf. |       |                            |                 |                                         |                  |             |
| 153 | 15.02 | Vuurdoop                   | Pieter van Rijn | Jan Harm Dekker                         | 15 januari 2021  | 1.644.000   |
| Een jonge student wordt dood teruggevonden. Zijn vader was een drugsbaron die kort daarvoor is neergeschoten, en Wolfs en Eva vermoeden dat er een verband is. Romeo en Marion krijgen te maken met een verkrachtingszaak, maar twijfelen aan het verhaal van het slachtoffer. Eva ontmoet de sportieve rechercheur Chris Boot en raakt gecharmeerd van zijn opmerkingen. |       |                            |                 |                                         |                  |             |
| 154 | 15.03 | De fantast                 | Martin Schwab   | Jan Harm Dekker & Anne-Gine Goemans     | 22 januari 2021  | 1.465.000   |
| Een man wordt als vermist opgegeven door zijn vrouw. Dan wordt zijn lichaam in een put gevonden. Als nog een vrouw zijn vermissing meldt, blijkt dat de man een dubbelleven leidde. Het is dan de vraag wie hiervan wisten. Romeo en Marion houden een jongen aan voor drugshandel, maar hij durft niet te getuigen tegen zijn dealers. Donna Martina verschijnt op het bureau. Ze is er om aanslagen te onderzoeken, maar dat moet geheim blijven.                                 |       |                            |                 |                                         |                  |             |
| 155 | 15.04 | De laatste date            | Oda Spelbos     | Bert Bouma & Jan Harm Dekker            | 29 januari 2021  | 1.883.000   |
| Eva wordt lid van een datingapp om de mogelijke moordenaar van een dode vrouw op te sporen. Marion en Romeo onderzoeken een straatroof op een slechtziende vrouw. Haar zoon dreigt om het heft in eigen hand te nemen. |       |                            |                 |                                         |                  |             |
| 156 | 15.05 | De kanoman                 | Pieter Van Rijn | Jan Harm Dekker & Michiel van Jaarsveld | 5 februari 2021  | 1.843.000   |
| Een vrouw wordt vermoord vlak nadat ze een 8 jaar verdronken man dacht te hebben herkend. Eva en Wolfs duiken opnieuw in deze zaak, maar krijgen ruzie over de manier waarop. Marion en Romeo krijgen te maken met graffiti op Joodse gebouwen. Maar is het motief antisemitisme of is er meer aan de hand? |       |                            |                 |                                         |                  |             |
| 157 | 15.06 | Camping                    | Victor Reinier  | Victor Reinier                          | 12 februari 2021 | 1.756.000   |
| Een dronken vrouw lijkt in een woeste bui een campingbaas te hebben doodgeschoten. Wolfs vermoed echter dat er meer aan de hand is. Kamphuis gelooft hem niet en dreigt een traject tegen hem op te starten. Eva is een paar dagen weg, maar Wolfs mag niet weten waarheen. Marion en Romeo onderzoeken een aanranding in een winkel en stuiten hierbij ook op een oude verkrachtingszaak.                                                                                          |       |                            |                 |                                         |                  |             |
| 158 | 15.07 | Moord op de president      | Pieter van Rijn | Jan Harm Dekker & Michiel van Jaarsveld | 19 februari 2021 | 1.923.000   |
| Als een man wordt aangehouden die veel geld bij zich heeft en een motorclublid blijkt te zijn, krijgen Wolfs en Eva het vermoeden dat hij de president van de motorclub moest vermoorden. De man zelf wil echter niks verklaren. Marion en Romeo onderzoeken een kunstroof. De dader blijkt andere motieven te hebben dan gedacht. |       |                            |                 |                                         |                  |             |
| 159 | 15.08 | Piggy hunt                 | Martin Schwab   | Allard Bekker                           | 26 februari 2021 | 1.779.000   |
| Tijdens een vrijgezellenfeestje wordt de aanstaande bruidegom, een caféhouder, vermoord. Eva en Wolfs onderzoeken de zaak en ontdekken dat het café waarschijnlijk een dekmantel is voor witwasconstructies. Als ze eindelijk een getuige vinden wordt hij doodgeschoten. Marion en Romeo krijgen te maken met een gevluchte Syrische vrouw die spullen met vals geld betaalt. |       |                            |                 |                                         |                  |             |
| 160 | 15.09 | Dead zone                  | Martin Schwab   | Jan Harm Dekker                         | 5 maart 2021     | 1.809.000   |
| Een meisje verstopt zich in een verhuiswagen als haar moeder van de trap valt door een ruzie met criminele verhuizers. Wolfs en Eva proberen het meisje te vinden voor ze ontdekt wordt. Een jongen houdt op een school een lerares in gijzeling. Het blijkt Nick te zijn, die door drugsdealers gebruikt wordt. Terwijl Romeo door hem gegijzeld wordt, onderzoekt Marion of zijn pistool geladen is. Ondertussen is Wolfs jarig, en Eva geeft hem een bijzonder cadeau.           |       |                            |                 |                                         |                  |             |
| 161 | 15.10 | Hoop sterft het laatst - 1 | Pieter van Rijn | Allard Bekker & Victor Reinier          | 12 maart 2021    | 2.012.000   |
| Een man wordt aangehouden voor het plegen van bombriefaanslagen. Zijn familie is jaren geleden vermoord door een mislukte deal met het OM. Wolfs en Eva verhoren de man, maar die laat weinig los. Eva krijgt ruzie met Donna over de zaak. Romeo en Marion komen Nick weer tegen: hij is uit een jeugdinrichting ontsnapt. Hij dreigt zelfmoord te plegen uit angst voor de jongens die hem en zijn familie terrorriseren.                                                         |       |                            |                 |                                         |                  |             |
| 162 | 15.11 | Hoop sterft het laatst - 2 | Pieter van Rijn | Allard Bekker & Victor Reinier          | 19 maart 2021    | 1.865.000   |
| Wolfs en Eva zoeken de dochter van een Officier van Justitie, die met een bom naast zich in een kofferbak lijkt te liggen. De vraag is of het meisje echt in een kofferbak ligt, of dat er meer aan de hand is. Als blijkt dat ze familie is van Donna, wordt langzaam duidelijk hoe de zaak werkelijk in elkaar zit. Ondertussen is Marion flink aangeslagen nadat Nick van een gebouw is afgesprongen. Romeo laat het er niet bij zitten.                                         |       |                            |                 |                                         |                  |             |

### Seizoen 16 (2022)
| Afl. | Nr.   | Titel                   | Regisseur         | Scenario                             | Datum            | Kijkcijfers |
| --- | ----- | ----------------------- | ----------------- | ------------------------------------ | ---------------- | ----------- |
| 163 | 16.01 | Resurrectie             | Martin Schwab     | Jan Harm Dekker                      | 7 januari 2022   | 1.597.000   |
| De crimineel Eddie, die dood in zijn cel werd gevonden, blijkt toch nog te leven. Het is de vraag hoe hij zich als dood heeft kunnen voordoen, en wat zijn plannen zijn. Ondertussen is Donna teamleider geworden, en de relatie tussen haar en Wolfs en Eva loopt stroef. Marion en Romeo pakken een man op die zijn ex-vrouw in haar woning lastigvalt. Of is er meer aan de hand? |       |                         |                   |                                      |                  |             |
| 164 | 16.02 | Moord aan de hemelpoort | Martin Schwab     | Victor Reinier & Allard Bekker       | 14 januari 2022  | 1.719.000   |
| Eva is de nieuwe teamchef en dat zit haar niet lekker. Wolfs wordt opgeroepen voor een moord in een bejaardentehuis, alleen blijkt het slachtoffer geen bankrekening te hebben, terwijl hij wel elke maand grof voor zijn kamer betaalt. Marion weet Eva te overtuigen haar te helpen met het onderzoek naar een prostitutienetwerk voor jongens. |       |                         |                   |                                      |                  |             |
| 165 | 16.03 | Sprookje                | Martin Schwab     | Allard Bekker                        | 21 januari 2022  | 1.616.000   |
| Een jonge vrouw wordt dood aangetroffen in een leegstaande winkel. Al snel blijkt het te gaan om een vrouw die slachtoffer is van vrouwenhandel. Een eerste verdacht komt snel op het spoor van Wolfs en Eva. Bij het sporen onderzoek wordt een forensisch onderzoeker dood neer geschoten. Het verhaal blijkt anders te zijn dan gedacht. Verder hebben Marion en Romeo een onderzoek naar een verwarde man met gestolen medicijnen. |       |                         |                   |                                      |                  |             |
| 166 | 16.04 | Hypersensitiviteit      | Martin Schwab     | Robert Jan Overeem & Jan Harm Dekker | 28 januari 2022  | 1.588.000   |
| De CEO van een telecombedrijf wordt op weg naar zijn werk aangereden en overlijdt. De sporen leiden naar een gemeenschap van mensen die zeggen te lijden aan elektrohypersensitiviteit, tegenstanders van 5G. Romeo en Marion hebben te maken met een jongeman die vrouwen aanrandt. Al snel komt een verdachte in beeld. |       |                         |                   |                                      |                  |             |
| 167 | 16.05 | Brand                   | Martin Schwab     | Anne-Gine Goemans & Jan Harm Dekker  | 4 februari 2022  | 1.640.000   |
| Een jonge Indiase jongen komt om bij een brand in een flat, die lijkt te zijn aangestoken. De vraag is of zijn racistische buurman of de malafide huisbaas hiermee te maken heeft, of dat het met zijn natuurkundige project te maken had. Ondertussen onderzoeken Romeo en Marion een serie dierenmishandelingen en er blijkt een onverwacht verband te zijn tussen beide zaken. Daarnaast krijgt Pierre opnieuw een gebiedsverbod, nadat hij zijn kinderen en vrouw weer heeft lastiggevallen. |       |                         |                   |                                      |                  |             |
| 168 | 16.06 | Waakzaam                | Martin Schwab     | Robert Jan Overeem & Jan Harm Dekker | 11 februari 2022 | 1.629.000   |
| Wolfs en Eva krijgen te maken met de dood van een uitsmijter, het lijk wordt gevonden in een hottub bij een huis van enkele jongeren met wie hij vanwege zijn baan weleens ruzie had. De overledene was ook lid van een extreemrechtse beweging. Romeo krijgt te maken met een schorsing omdat hij door het voeren van licht- en geluidssignalen achter een lesauto een ongeluk veroorzaakt. |       |                         |                   |                                      |                  |             |
| 169 | 16.07 | Gebrek aan bewijs       | Oda Spelbos       | Allard Bekker                        | 18 februari 2022 | 1.914.000   |
| Een man wordt opgehangen in zijn garage. Het lijkt op zelfdoding, maar Wolfs en Eva vermoeden dat het moord is. Zeker als blijkt dat er vreemde dingen in zijn bedrijf te vinden zijn en dat een klokkenluider zelfmoord heeft gepleegd. De zaak brengt Eva en Wolfs tot een gesprek over de dood van Luca 13 jaar geleden. Eddie luistert dit gesprek af. De kinderen van Pierre en Inge worden de dupe van hun vechtscheiding. Als Romeo en Marion met hen in gesprek gaan, bereikt de situatie een dieptepunt. |       |                         |                   |                                      |                  |             |
| 170 | 16.08 | Koks                    | Pollo de Pimentel | Bert Bouma & Jan Harm Dekker         | 25 februari 2022 | 1.634.000   |
| Wanneer een dode Mexicaan hangend aan een viaduct gevonden wordt, lijkt het duidelijk dat een Mexicaans drugskartel hun intrede gedaan heeft op de Nederlandse drugsmarkt. Zelfs een oude pillenboer uit Maastricht, die ondertussen met pensioen is, vindt het te ver gaan en geeft een tip aan Eva en Wolfs. Romeo en Marion hebben te maken met inbraken in aanleunwoningen. Zijn de gestolen spullen echt weg, of zijn de bewoners zo in de war dat er iets anders speelt? |       |                         |                   |                                      |                  |             |
| 171 | 16.09 | Golf                    | Pollo de Pimentel | Robert Jan Overeem & Jan Harm Dekker | 4 maart 2022     | 1.582.000   |
| Op het terrein van de Maastrichtse golfclub wordt een lid vermoord aangetroffen. De man is vermoord met een kogel uit een wapen dat twee weken eerder ook in Sittard werd gebruikt. Chris Boot keert terug naar Maastricht om opnieuw met Wolfs en Eva samen te werken. Romeo en Marion hebben te maken met een uit de hand lopende burenruzie. |       |                         |                   |                                      |                  |             |
| 172 | 16.10 | Catfishers              | Pollo de Pimentel | Allard Bekker                        | 11 maart 2022    | 1.491.000   |
| Jaroslav Rozman ontsnapt tijdens een gevangenenvervoer. Wolfs en Eva weten Rozman, de criminele maat van Eddie, te lokaliseren, maar kunnen niet verhinderen dat de man eerst een belangrijke persoon uit de Nederlandse justitie vermoord. Wolfs denkt Eddie te zien, maar blijkt gedrogeerd, dus hij wordt door niemand geloofd. Eva ontdekt dat de ontsnapping van Rozman niet is wat het lijkt. Marion en Romeo krijgen te maken met een catfisher, iemand die zich uitgeeft als een goede date. De catfisher heeft echter kwade bedoelingen. |       |                         |                   |                                      |                  |             |
| 173 | 16.11 | Wanhoop                 | Pieter van Rijn   | Allard Bekker                        | 18 maart 2022    | 1.456.000   |
| Pierre ontvoert zijn kinderen Merel en Anne van school, nadat hij hen niet meer mocht zien van de rechter. Het blijkt dat hij zijn enkelband heeft opgengeknipt en nu wraak wil nemen. Wanneer ze uiteindelijk zijn lichaam vinden, is het een race tegen de klok om de kinderen levend te vinden. Ondertussen komt Marion achter de verhouding tussen Inge en Romeo. Kan Romeo nog wel goed functioneren ondanks zijn persoonlijke betrokkenheid? |       |                         |                   |                                      |                  |             |
| 174 | 16.12 | Donkersloot             | Pieter van Rijn   | Jan Harm Dekker                      | 25 maart 2022    | 1.529.000   |
| Als Rozman doodgemarteld wordt gevonden, weten Wolfs en Eva dat Eddie hierachter zit. Maar niemand gelooft ze; iedereen denkt dat Eddie in een Marokkaanse cel zit. Eva gaat op bezoek bij Donkersloot, maar het gesprek gaat niet over Eddie maar over Wolfs. Donkersloot komt met een bizar voorstel. Wolfs ontdekt steeds meer informatie over Eddie en gaat naar Donkersloot om hem te redden. Is hij op tijd? Romeo gaat in de ogen van Gijs Vincent Versluis te ver in het controleren van de relatie tussen hem en zijn kind. |       |                         |                   |                                      |                  |             |
| 175 | 16.13 | Remise                  | Pieter van Rijn   | Jan Harm Dekker                      | 1 april 2022     | 1.616.000   |
| Wolfs is aangehouden voor de moord op Donkersloot. Hij probeert de rijksrecherche te overtuigen dat Eddie de schuldige is, maar wordt niet geloofd. Eva ontdekt dat Eddie ze heeft afgeluisterd en gaat op zoek naar zijn schuilplaats. Ze ontdekt dat er een moordopdracht staat tegen Wolfs in het huis van bewaring. Ondertussen ontdekt Wolfs dat Eddies plan veel slimmer was dan hij al dacht, maar hij kan Eva niet bereiken. Wanneer hij een telefoon krijgt toegestopt kan hij meekijken in Eddies schuilplaats en moet toekijken hoe Eddie op het punt staat Wolfs' grootste nachtmerrie tot werkelijkheid te maken. Romeo en Marion krijgen te maken met een man die een klacht wil indienen tegen het optreden van hem tegen meneer Versluis en diens vrouw. |       |                         |                   |                                      |                  |             |

### Seizoen 17 (2023)
| Afl. | Nr.   | Titel           | Regisseur         | Scenario                             | Datum            | Kijkcijfers |
| --- | ----- | --------------- | ----------------- | ------------------------------------ | ---------------- | ----------- |
| 176 | 17.01 | De val          | Pieter van Rijn   | Allard Bekker                        | 17 februari 2023 | 1.673.000   |
| Wanneer het AT een inval doet in de schuilplaats van Eddie, ontsnapt hij via de mergelgrotten. Eindelijk wordt Wolfs vrijgelaten uit de gevangenis, en samen met Eva is het een race tegen de klok om Eddie te vinden. De achtervolging lijdt uiteindelijk naar de Ardennen. Ondertussen wil officier van justitie Brouwer een zaak tegen Romeo aanspannen, en samen met Marion doet hij er alles aan om dit tegen te houden. |       |                 |                   |                                      |                  |             |
| 177 | 17.02 | Rehabilitatie   | Pieter van Rijn   | Allard Bekker                        | 24 februari 2023 | 1.535.000   |
| Eddie blijkt de val van de klif ternauwernood overleefd te hebben. Hij wordt gevonden door Belgische veeartsen die hem meenemen en verzorgen. Ondertussen blijkt dat Eddie onder de naam van Wolfs geld heeft geleend, en dat zijn loan shark dit geld terug wil. Marion komt een oude buurjongen tegen die compleet in de war is en naar een inrichting moet. Dit blijkt de zaak alleen maar erger te maken, met vreselijke gevolgen van dien. Wolfs en Eva worden door de rijksrecherche aangehouden voor de moord op Luca de Keijzer.        |       |                 |                   |                                      |                  |             |
| 178 | 17.03 | Schutters       | Pieter van Rijn   | Kirsten van Dissel & Jan Harm Dekker | 3 maart 2023     | 1.269.000   |
| De winnaar van een typisch Limburgse wedstrijd koningsvogelschieten wordt doodgeschoten. Is dit een wraakactie van zijn tegenstander, die gediskwalificeerd was, of heeft de eigenaar van de schietclub er wat mee te maken? Marion en Romeo zijn op zoek naar twee vermiste meisjes die aan jeugdzorg waren toevertrouwd. Maar waarom willen zij niet terug naar jeugdzorg? |       |                 |                   |                                      |                  |             |
| 179 | 17.04 | Monddood        | Pollo de Pimentel | Brian de Vore & Jan Harm Dekker      | 10 maart 2023    | 1.520.000   |
| Wolfs en Eva duiken in een zaak van een jong meisje dat is aangetroffen in het heuvelland. Marion en Romeo krijgen te maken met een oudere man die zijn aangifte van vernieling serieus genomen wil zien. Maar als na onderzoek blijkt wie er achter zit, heeft de man spijt van zijn aangifte. |       |                 |                   |                                      |                  |             |
| 180 | 17.05 | Grafschenners   | Pollo de Pimentel | Robert Jan Overeem & Jan Harm Dekker | 17 maart 2023    | 1.580.000   |
| In een chique buurt wordt een ernstig gewonde vrouw gevonden en wanneer bekend wordt dat ze een dochter heeft, ontstaat er al snel bezorgdheid. Tegelijkertijd onderzoeken Romeo en Marion een groep grafschenners en wanneer blijkt dat deze twee zaken met elkaar te maken hebben, versnelt de zaak zich. |       |                 |                   |                                      |                  |             |
| 181 | 17.06 | Nico            | Pollo de Pimentel | Allard Bekker                        | 24 maart 2023    | 1.234.000   |
| In de drugswereld wordt vreemdgaan meteen afgestraft met afrekeningen, waarbij zelfs onschuldige mensen niet veilig zijn. Wolfs en Eva proberen de gebeurtenissen te achterhalen en ontdekken een bijzondere getuige die tijdelijk ondergebracht wordt in de Ponti. Ondertussen worden Marion en Romeo geconfronteerd met agressieve en homofobe mensen, wat vooral voor Marion een lastige situatie blijkt te zijn. |       |                 |                   |                                      |                  |             |
| 182 | 17.07 | Schuld en boete | Martin Schwab     | Allard Bekker                        | 31 maart 2023    | 1.516.000   |
| De criminele financier die Eddie geld had geleend op naam van Wolfs, wil nu het geleende bedrag terugvorderen en dreigt hierbij met geweld. Wolfs en Eva bedenken een slim plan om hem te misleiden en ontkomen zo aan zijn druk, maar daar staat natuurlijk wel een prijs tegenover. Ondertussen ontdekken Marion en Romeo een ernstig zieke vrouw in een park, die een uitgebuite arbeidsmigrant blijkt te zijn. Vlak voor haar overlijden vraagt ze om hulp voor haar collega, maar haar werkgever blijkt een machtig persoon.               |       |                 |                   |                                      |                  |             |
| 183 | 17.08 | Alibi           | Pieter van Rijn   | Anne-Gine Goemans & Jan Harm Dekker  | 7 april 2023     | 1.403.000   |
| Er wordt een abortusarts dood aangetroffen in haar appartement en er wordt al snel DNA gevonden van een voormalige motorbendelid die zich heeft bekeerd. Marion en Romeo worden opgeroepen voor een inbraak bij een voormalig profvoetballer, waarbij er voor honderdduizenden euro's aan verzamelobjecten is gestolen. Eddie heeft afgerekend met de mensen die voor hem zorgden en gaat nu achter Wolfs en Eva aan. |       |                 |                   |                                      |                  |             |
| 184 | 17.09 | Uitlevering     | Pieter van Rijn   | Bert Bouma & Jan Harm Dekker         | 14 april 2023    | 1.547.000   |
| Wolfs en Eva hebben Emilio geholpen om uit de criminaliteit te komen. Emilio wordt nu door de Amerikaanse justitie gezocht omdat hij ervan wordt beschuldigd drugs te hebben geleverd aan een Amerikaanse staatsburger. Ondertussen onderzoeken Romeo en Marion de oplichting van studenten die op zoek zijn naar een kamer. |       |                 |                   |                                      |                  |             |
| 185 | 17.10 | Alte Kameraden  | Martin Schwab     | Jan Harm Dekker                      | 21 april 2023    | 1.437.000   |
| In Frankrijk is er een gendarme vermoord en de verdachte is een neonazi die als informant voor de politie heeft gewerkt en een oude bekende is van Eva en Wolfs. Ze gaan op zoek naar de leider van de neonazigroep die zijn straf heeft uitgezeten. Wanneer blijkt dat de verdachte een manifest heeft achtergelaten waarin hij een massamoord aankondigt na de moord, worden alle alarmbellen geactiveerd. Ondertussen worden Marion en Romeo opgeroepen voor een geschil over een huis, maar dat blijkt op moord en doodslag uit te draaien. |       |                 |                   |                                      |                  |             |
| 186 | 17.11 | Barsten         | Victor Reinier    | Victor Reinier                       | 28 april 2023    | 1.443.000   |
| Romeo heeft moeite met een bezorgdienst die niet betrouwbaar lijkt te zijn, terwijl Marion het tijdens haar dienst zwaar te verduren krijgt. Er zijn meerdere doden, waaronder een kind, en hoewel ze probeert stoer te blijven, begint ze te beseffen dat het haar meer raakt dan ze aanvankelijk dacht. Ze realiseert zich dat haar houding misschien niet de juiste is. |       |                 |                   |                                      |                  |             |
| 187 | 17.12 | Vreemdgangers   | Oda Spelbos       | Robert Jan Overeem & Jan Harm Dekker | 12 mei 2023      | 1.337.000   |
| Een hartchirurg wordt dood aangetroffen in een huis dat wordt verhuurd aan mensen die overspel plegen. Het is onduidelijk of de dood van de chirurg te maken heeft met een ordinaire woningoverval of dat er een verband is met het feit dat de woning gebruikt wordt voor het plegen van overspel. Marion probeert te blijven functioneren, maar lijkt toch veel moeite te hebben met wat er is gebeurd. |       |                 |                   |                                      |                  |             |
| 188 | 17.13 | Maurice         | Pieter van Rijn   | Jan Harm Dekker                      | 19 mei 2023      | 1.305.000   |
| Wanneer de Belgische rechercheur De Coningh dood wordt gevonden in Maastricht, rijst het vermoeden dat Eddie nog in leven is. Ondanks dat Zitman Wolfs en Eva verbiedt om Eddie te zoeken, besluiten ze toch om op zoek te gaan en proberen ze te reconstrueren wat er na de schietpartij met Eddie is gebeurd. Langzaam maar zeker komen ze dichterbij hem, maar Eddie heeft al een plan gemaakt. Ondertussen moet Marion accepteren dat ze lijdt aan PTSS en doet Zitman er alles aan om haar weer in functie te krijgen.                     |       |                 |                   |                                      |                  |             |

### Seizoen 18 (2024)
| Afl. | Nr.   | Titel           | Regisseur             | Scenario                                               | Datum            | Kijkcijfers |
| --- | ----- | --------------- | --------------------- | ------------------------------------------------------ | ---------------- | ----------- |
| 189 | 18.01 | Masker 19       | Pollo de Pimentel     | Allard Bekker                                          | 2 februari 2024  | 1.860.000   |
| Bij de begrafenis van Maurice wordt Wolfs weggestuurd door de oom en tante van Eva, omdat hij degene is die Maurice had gedood. Romeo en Wolfs onderzoeken samen een zaak over huiselijk geweld, die werd gemeld bij de apotheek met het codewoord "masker 19". Wolfs wordt in de media een "killer cop" genoemd vanwege zijn daden. Marion is in behandeling bij een psycholoog en Eva haalt herinneringen op aan haar overleden broer, met hulp van huisgenoot Nico. |       |                 |                       |                                                        |                  |             |
| 190 | 18.02 | Beste vrienden  | Pollo de Pimentel     | Allard Bekker                                          | 9 februari 2024  | 1.766.000   |
| Wolfs onderzoekt een fraudezaak waarin een man een levensverzekering afsloot en drie weken later in een villa van goede vrienden aan een plotselinge natuurlijke dood sterft. Een andere goede vriend is ook zijn huisarts. Eva doet verder onderzoek naar het leven van haar overleden broer en komt erachter dat Maurice opgenomen was in een tbs-kliniek, ze bezoekt daar Karel (Tjong), een vriend van Maurice die er samen met hem zat. Marion gaat verder met haar behandeling bij haar psycholoog, waar ze in de wachtkamer Tara ontmoet, een jonge vrouw die haar aanraadt om naar muziek te luisteren. Romeo schrikt als hij Marion later door het raam van haar huis op de grond van haar woonkamer ziet liggen. |       |                 |                       |                                                        |                  |             |
| 191 | 18.03 | Juice           | Pollo de Pimentel     | Allard Bekker                                          | 16 februari 2024 | 1.641.000   |
| Eva keert terug in dienst en onderzoekt samen met Wolfs een zaak waarin twee koffers gevonden worden met lichaamsdelen van een roddeljournalist. Zij worden daarbij nauw gevolgd door de media als ze een lokale politicus (Robert Stolk) ondervragen die banden zou hebben met de Antwerpse drugsmaffia. Romeo onderzoekt een oplichtingszaak en omdat Marion zich thuis verveelt mag zij vanuit huis met het onderzoek in die zaak bezig. Als ze in de straat is waar het desbetreffende meisje woont, schrikt ze erg door een voorbij scheurende auto. Eva bezoekt Karel en komt erachter wat haar broer meemaakte toen ze bij hun oom Lucas en tante Johanna woonden. |       |                 |                       |                                                        |                  |             |
| 192 | 18.04 | Larry Konings   | Oda Spelbos           | Ger Apeldoorn, Robert Jan Overeem & Jan Harm Dekker    | 23 februari 2024 | 1.724.000   |
| Marion keert volledig terug in dienst en onderzoekt samen met Romeo een zaak waarin op een begrafenis blijkt dat de betreffende overledene was omgewisseld met iemand die enkele dagen eerder gecremeerd had moeten worden. De ICT-specialist Larry komt niet opdagen en Wolfs en Eva kijken bij hem thuis wat er aan de hand is: daar vinden ze zijn vrouw levenloos onder de douche. Aanvankelijk denken ze dat Larry haar heeft vermoord en daarna is gevlucht, maar al snel komen ze erachter dat hij is ontvoerd en zijn vrouw slechte bedoelingen had met zijn vermogen. Eva zoekt haar oom en tante op in hun café, waar ze haar oom confronteert met het misbruik van haar broer door hem. Dat hoorde Eva van Karel tijdens haar bezoek aan de tbs-kliniek. |       |                 |                       |                                                        |                  |             |
| 193 | 18.05 | Beschuldigd     | Annemarie van de Mond | Bert Bouma                                             | 1 maart 2024     | 1.723.000   |
| Wolfs en Eva houden zich bezig met een zaak waarin een tienermeisje op een werkweek van school gedrogeerd werd in een nachtclub. Ze doet aangifte van verkrachting door die leraar, die samen met haar terugging naar het hostel nadat ze bewusteloos werd in de club. Twee andere klasgenoten gingen er snel achteraan en getuigen in de zaak. Marion en Romeo behandelen meldingen van oudere mensen die te maken krijgen met oplichters die zich voordoen als de bank en hun pinpas en pincode thuis komen ophalen. Ze betrappen meerdere oplichters op heterdaad. Wolfs onderzoekt getallen op een gefotografeerd bonnetje, dat tussen foto's van Maurice zit. Volgens Nico zouden het coördinaten zijn. |       |                 |                       |                                                        |                  |             |
| 194 | 18.06 | Jaloezie        | Annemarie van de Mond | Brian de Vore & Jan Harm Dekker                        | 8 maart 2024     | 1.664.000   |
| Wolfs en Eva onderzoeken de dood van een meisje op een vakantiepark, waar ze ook werkte. Haar vader verdenkt al snel de ex van haar, een uit Servië afkomstige man. Na de focus te leggen op meerdere verdachten komen Wolfs en Eva er uiteindelijk achter wie haar een fatale klap op het hoofd heeft gegeven. Het andere koppel, Romeo en Marion, houdt zich bezig met diefstal van telkens dezelfde drugs bij meerdere coffeeshops. Al gauw houden ze een verdachte aan, maar er blijken nog meer verdachten te zijn. Wolfs en Eva gaan nog naar België om de coördinaten op het eerder onderzochte bonnetje te bekijken, ze vinden een tas vol geld die begraven ligt in het bos. |       |                 |                       |                                                        |                  |             |
| 195 | 18.07 | Gangsters       | Annemarie van de Mond | Henk Apotheker & Jan Harm Dekker                       | 15 maart 2024    | 1.700.000   |
| Een meisje wordt in de ochtend dood aangetroffen in haar ouderlijk huis. Er was ingebroken, waarbij crimineel geld en twee horloges waren meegenomen. Wolfs en Eva onderzoeken deze zaak. Marion en Romeo komen een snel rijdende bestelbus op het spoor die gezocht wordt, in dat busje wordt een vriend van dat meisje ontvoerd. De dag voor de moord van het meisje was hij nog samen met een andere vriend bij haar. Bij die andere vriend, zonder verblijfsvergunning, worden de twee horloges gevonden, maar hij ontkent ze gestolen te hebben. Eva krijgt thuis onverwachts bezoek van haar nicht Ellis van Dongen, omdat haar vader (Eva's oom) zelfmoord heeft gepleegd, als gevolg van het bekend worden van het misbruik van Eva's broer Maurice door hun oom toen hij bij zijn oom en tante woonde. |       |                 |                       |                                                        |                  |             |
| 196 | 18.08 | Asiel           | Pieter van Rijn       | Anne-Gine Goemans, Astrid van Keulen & Jan Harm Dekker | 22 maart 2024    | 1.696.000   |
| In het huis van een oudere man die een paar dagen geleden is overleden, wordt een één à twee maanden oud lijk van een kind aangetroffen. De man werkte op een asielzoekerscentrum, maar er werden opmerkelijke dingen geconstateerd, zo was er een kinderkamer in zijn huis en haalde hij maandelijks op de derde dag twee duizend euro op. Wolfs en Eva doen onderzoek naar die transacties, Marion en Romeo komen in contact met verschillende scholieren van het azc. Eva bezoekt voor de derde keer Karel in de tbs-kliniek, hij mag bijna met verlof en is blij dat (in zijn woorden) Eva haar oom heeft gestraft voor wat hij met Maurice had gedaan. |       |                 |                       |                                                        |                  |             |
| 197 | 18.09 | Tuig            | Victor Reinier        | Victor Reinier                                         | 29 maart 2024    | 1.652.000   |
| Romeo en Marion behandelen een aangifte van verkrachting door de zoon van Robert Stolk, een rijke lokale politicus. Veel getuigen melden zich, maar die komen plots niet opdagen op het politiebureau om hun getuigenverklaring af te leggen. Wolfs wordt door Zitman ingeschakeld om een aangifte van haar buurman te behandelen, die zou zijn opgelicht door een autoverkoper. Wanneer Wolfs en Eva samen met Nico uit eten gaan, wordt Nico in de wc belaagd door een groep mannen uit Amsterdam. Wolfs komt hem helpen, maar gebruikt daarbij geweld wat ook gefilmd wordt door een van die mannen. Hij weet dat het hem zijn baan kan kosten, vanwege eerdere vechtpartijen buiten werk. |       |                 |                       |                                                        |                  |             |
| 198 | 18.10 | Leviticus 18:22 | Pieter van Rijn       | Allard Bekker                                          | 5 april 2024     | 1.725.000   |
| In een lhbt-vriendelijke nachtclub wordt een bezoeker gedrogeerd door de barman, waarna hij op de fiets naar huis gaat omdat hij zich niet goed voelt. De volgende ochtend wordt hij levenloos aangetroffen in een park. Wolfs en Eva gaan langs bij zijn streng christelijke ouders, die afstand hadden gedaan van zijn levenswijze. Zij hadden eerder een "genezen" homoseksuele man uit hun kerkelijke gemeente gevraagd om hun zoon te genezen en hij was die avond in de club aan het dansen met de later vermoorde man. Romeo en Marion zitten achter een dief aan die onderdelen van auto's steelt, maar de dief gaat nogal onopvallend te werk. Wolfs en Eva vermoeden dat de man die hij in het café neersloeg dood is, maar dat zijn dood geheim wordt gehouden. Wolfs komt erachter dat de taxichauffeur die de Amsterdamse mannen die Nico belaagden weer naar Amsterdam had gebracht, is gedood. Hij gaat op bezoek bij oud-informant Johan in Amsterdam om erachter te komen wie die mannen waren. |       |                 |                       |                                                        |                  |             |
| 199 | 18.11 | Ontvoerd        | Pieter van Rijn       | Allard Bekker                                          | 12 april 2024    | 1.606.000   |
| Voor de Ponti wordt 's ochtends vroeg een lijk gevonden. Wolfs en Eva gaan met die zaak bezig. De moord wordt al gauw gelinkt aan de moord van de bezoeker aan de nachtclub, een paar dagen eerder. In een bestelwagen die op beide locaties werd gesignaleerd, worden blauwe spanbanden gevonden (het moordwapen), waarop ook vingerafdrukken te vinden zijn van Karel Fieret (Tjong), de tbs-patiënt met wie Eva sprak en die net op verlof was maar zich niet meer meldde. Marion en Romeo krijgen een melding van een gevecht in een broodjeszaak. Het slachtoffer handelt in drugs. Een verdachte bekent al gauw, maar kon de dader niet zijn omdat die op exact hetzelfde moment staande werd gehouden door Marion en Romeo. Later wordt Wolfs gebeld door oud-informant Johan met de tip dat Nico wordt ontvoerd door de mannen die Nico eerder belaagden in de wc. Hij hoort van hem dat de neergeslagen man, Theo Swart, zoon van topcrimineel Ben Swart (Lucky Ben), inderdaad overleden is. Wolfs en Eva gaan naar Amsterdam en vinden met hulp van Johan al gauw de groep mannen in een loods. |       |                 |                       |                                                        |                  |             |
| 200 | 18.12 | Cluster B       | Pieter van Rijn       | Allard Bekker                                          | 19 april 2024    | 1.748.000   |
| Johan is bij de operatie in de loods doodgeschoten. Wolfs wordt vastgehouden en verhoord door de Amsterdamse recherche vanwege de vechtpartij om Nico te verdedigen, waarbij een van die mannen overleed. Eva houdt zich ondertussen alleen bezig met de zaak en komt er al gauw achter dat de Amsterdamse mannen niet betrokken zijn bij de verdwijning van Nico. Ze gaat achter Karel Fieret (Tjong) aan, maar komt erachter dat hij al enkele dagen dood is. Uiteindelijk komt ze uit bij haar nicht Ellis, omdat zij Tjong ook bezocht bleek te hebben in de tbs-kliniek. Ze probeert haar nicht te vinden met Romeo, maar er is niemand thuis, waarna ze van een psychiater hoort dat haar nicht lijdt aan een persoonlijkheidsstoornis en daardoor moorddadig zou kunnen zijn. Wolfs wordt vrijgelaten maar stuit op moeilijkheden op zijn weg terug naar Maastricht. Marion ontfermt zich over Tara, die dakloos is geworden vanwege drugsproblemen. Ze logeert een nachtje bij Marion maar gaat de volgende ochtend ongezien weg. |       |                 |                       |                                                        |                  |             |
| 201 | 18.13 | Vendetta        | Pieter van Rijn       | Jan Harm Dekker & Henk Apotheker                       | 26 april 2024    | 1.579.000   |
| Wolfs wordt op zijn terugreis naar Maastricht klemgereden door een groep mannen onder leiding van Ben Swart. Hij weet van ze te vluchten, waarna een lange achtervolging door het bos volgt. Ellis zoekt haar en Eva's oude juf Mia thuis op en vermoordt haar. Ellis zag haar als een bedreiging omdat de juf haar in haar jeugd wilde helpen. Eva komt vlak daarna aan bij de juf, die met haar laatste adem kan vertellen waar Ellis naartoe is gegaan. Daar houdt ze Nico vast en Eva wordt met hulp van Ellis' moeder Johanna ook gepakt en vastgebonden. Ellis hoort van Eva wat haar moeder haar heeft aangedaan, waardoor haar moeder boos wordt op Eva en haar wil neersteken, maar uiteindelijk zelf neergeschoten wordt door haar dochter. Hierdoor krijgt Nico Johanna's mes te pakken waarmee ze elkaar los kunnen snijden. Als Ellis daarachter komt schiet ze in de richting van Nico, waarna haar magazijn leeg is en ze vlucht. Eva gaat erachteraan. Marion en Romeo zoeken de gevluchte Tara. Via een tip komt Marion uit bij een vakantiepark, waar ze Tara in een stacaravan vindt. Ze wil haar meenemen en helpen, wat Tara niet wil en daarom boos wordt. Door haar woede valt een kaars om waardoor de hele stacaravan in vuur en vlam komt te staan. Marion weet haar net op tijd te redden. Wolfs weet uiteindelijk alle mannen, inclusief Ben zelf, een voor een te doden en rijdt zwaargewond richting Eva. Op het moment dat Eva naar buiten loopt, om achter Ellis aan te gaan, wordt ze aangereden. |       |                 |                       |                                                        |                  |             |

1. ↑  Vanaf dit seizoen zijn ook de kijkcijfers van het uitgesteld kijken in de week na de aflevering verwerkt in de officiële kijkcijfers, terwijl de officiële kijkcijfers voorheen alleen op de kijkcijfers van de lineaire tv waren gebaseerd.

### Seizoen 19 (2025)
| Afl. | Nr.   | Titel             | Regisseur             | Scenario                             | Datum            | Kijkcijfers |
| --- | ----- | ----------------- | --------------------- | ------------------------------------ | ---------------- | ----------- |
| 202 | 19.01 | Ellis             | Pieter van Rijn       | Allard Bekker                        | 7 februari 2025  | 1.817.000   |
| Wolfs die zwaargewond richting Eva rijdt, crasht met zijn auto tegen een kei langs de weg. Hij wordt de volgende ochtend gevonden en kan na een kort herstel het ziekenhuis verlaten. Eva wordt opzettelijk aangereden door haar nichtje Ellis en moet ook kort naar het ziekenhuis. Samen met de Belgische rechercheur Luc Wouters spoort ze in België de gevluchte Ellis op. Via de openbaarvervoerkaart die ze bij een overval buit heeft gemaakt, weten ze dat ze in Luik verblijft. Ze gaan posten bij het huis van de moeder van Etienne, die Ellis voorzag van haar wapen. Op het moment dat hij naar buiten komt, spreken ze hem aan en weten ze via zijn mobiel te achterhalen dat de door Ellis gestolen mobiel in die woning is, waarna de DSU wordt opgeroepen voor een inval. Tijdens de zwaarbewapende inval moeten Eva en Wolfs, die intussen net was gearriveerd, van een afstand toekijken. Op dat moment komt Ellis aanlopen met een automatisch wapen, al schietend in de richting van Eva. Rechercheur Wouters schiet Ellis daarop dood. Marion en Romeo houden zich bezig met Tara, die beweert dat zij in een kliniek heroïneverslaafd is gemaakt door een medewerker. Ze onderzoeken de zaak en verhoren de desbetreffende medewerker. Later weten ze hem op heterdaad te betrappen. De Rijksrecherche onderzoekt hoe het kan dat Ben Swart Wolfs niet doodschoot, maar zelf dood werd geschoten met zijn wapen in zijn zak. Hiervoor ondervragen ze naast Wolfs ook de Amsterdamse rechercheur Richard Steen, de man die Wolfs had verlinkt waardoor hij werd klemgereden. Steen onderzoekt zelf ook mogelijke motieven waarom Swart Wolfs niet zou kunnen hebben doodgeschoten. Teamchef Thea Zitman wordt door Rogier Bulthuis van de korpsleiding erop aangesproken dat haar team niet goed functioneert en zij zal verbeteringen moeten doorvoeren om haar baan te behouden. Omdat Eva al haar familie kwijt is, besluit ze "opnieuw te beginnen" en met een kort kapsel door het leven te gaan. |       |                   |                       |                                      |                  |             |
| 203 | 19.02 | Milieu            | Annemarie van de Mond | Allard Bekker                        | 14 februari 2025 | 1.714.000   |
| Wolfs en Eva houden zich bezig met de moord op een advocaat in een radiostudio. Die advocaat had sterk bewijs voor de overtreding van milieuwetgeving door een asfaltproducent, maar werd doodgestoken met een keukenmes. Het duo richt zich dan ook al gauw op de ceo van het bedrijf, maar het valt ook op dat tegen de vrouw van de advocaat in het verleden aangifte was gedaan van een aanval met een keukenmes en dat zij psychische problemen heeft. De advocaat had een buitenechtelijke relatie met de vrouw van een man die actief betrokken is bij de strijd tegen de asfaltproducent. Marion en Romeo worden geconfronteerd met een winkeldiefstal door een broer en zus, maar merken al gauw dat er problemen in het desbetreffende gezin spelen. Zo is de broer actief in de drugshandel en is hij vaak absent gemeld op school. Romeo start bij een boksschool, waar hij wordt verslagen door een veel jongere vrouw. Het valt Eva op dat Wolfs last heeft van een trillende hand. |       |                   |                       |                                      |                  |             |
| 204 | 19.03 | Koor              | Annemarie van de Mond | Robert Jan Overeem & Jan Harm Dekker | 28 februari 2025 | 1.496.000   |
| Tijdens het repeteren van het koor "Maastreechter staar" wordt een van de leden onwel, waarna hij in coma in het ziekenhuis terechtkomt. Hij blijkt te zijn vergiftigd. Wolfs en Eva onderzoeken de zaak en ontdekken dat er omtrent het koor en zijn leden verschillende (financiële) zaken spelen. Ook wordt het koor anoniem bedreigd en is er een oud-lid dat het koor beschuldigt van discriminatie. Tijdens het onderzoek wordt er gedreigd met een dodelijk slachtoffer tijdens het optreden dat nog die avond plaatsvindt. Marion en Romeo behandelen een inbraak bij een vrouw thuis, waarbij de inbreker zelf het alarm heeft weten uit te zetten. Al gauw blijkt dat niet de enige inbraak te zijn waar dat gebeurt, waarna ze de zaken gaan onderzoeken. |       |                   |                       |                                      |                  |             |
| 205 | 19.04 | Nevenschade       | Annemarie van de Mond | Allard Bekker                        | 7 maart 2025     | 1.476.000   |
| Wolfs en Eva onderzoeken een zaak waarin een 16-jarig meisje van een brug in het water is gevallen en uiteindelijk is overleden. Ze blijkt aangereden te zijn, waarna ze over de reling is geslingerd en in het water terecht is gekomen, waarna ze verdronk. De inzittenden van de gestolen auto waarmee ze werd aangereden, reden na het ongeluk door. Beide inzittenden geven aan dat de ander de auto op dat moment bestuurde. De zaak houdt verband met een mogelijke afrekening in de drugswereld. Romeo en Marion gaan af op een melding waarbij een machete wordt gevonden in het schoolkluisje van de 14-jarige Joel. Hij geeft aan die nodig te hebben om zichzelf te verdedigen en hij vindt dat hij zijn moeder moet beschermen tegen zijn alcoholverslaafde vader. Hij gaat in op Romeo's advies om naar de boksschool te gaan waar Romeo ook les heeft. |       |                   |                       |                                      |                  |             |
| 206 | 19.05 | Ongeïdentificeerd | Oda Spelbos           | Astrid van Keulen & Jan Harm Dekker  | 14 maart 2025    | 1.529.000   |
| Een man en een jonge vrouw zien in de vroege ochtend dat een andere man een lijk in het bos begraaft. Wolfs en Eva duiken in de zaak, maar weten het slachtoffer nog niet direct te identificeren. De tweede man blijkt later een buitenechtelijke dochter te hebben met die vrouw, van wie ze al gauw na de geboorte afstand namen. De man zit in de problemen en heeft geldeisers achter zich aan, terwijl de vermoorde vrouw vermogend was. Romeo en Marion houden zich bezig met het buurtonderzoek voor die zaak en weten de vrouwelijke getuige te vinden. Zij woont in een opvangtehuis, waar een en ander speelt met betrekking tot drugs en een meisje dat een vriend heeft die eerder met justitie in aanraking is gekomen. Nico besluit in Londen te gaan wonen om daar te studeren. Op het eind is te zien hoe Romeo en Joel trainen in de boksschool. |       |                   |                       |                                      |                  |             |
| 207 | 19.06 | Protocol          | Victor Reinier        | Victor Reinier                       | 21 maart 2025    | 1.635.000   |
| Marion gaat voor werktijd langs bij haar oude buurvrouw in het verzorgingstehuis voor dementerenden, die ze daar dood aantreft. Ze blijkt vergiftigd te zijn. Wolfs brengt Eva met spoed naar het ziekenhuis, omdat ze zich niet lekker voelt. In het ziekenhuis wordt ze vrij snel geopereerd aan een blindedarmontsteking. Daarna gaat Wolfs, op aandringen van Zitman die haar baan kan verliezen als het team niet beter gaat functioneren, Marion helpen met haar zaak. Romeo pakt in zijn eentje een zaak van een overlastgevende buurman op. Terwijl Romeo daar is, wordt aangebeld door iemand die niet wil zeggen waar hij voor komt. Romeo gaat met de niet zo verzorgde man in gesprek en komt erachter dat hij op een illegale manier rond probeert te komen. |       |                   |                       |                                      |                  |             |
| 208 | 19.07 | Onzichtbaar       | Martin Schwab         | Allard Bekker                        | 28 maart 2025    | 1.499.000   |
| In de fietsenstalling van een middelbare school wordt een leraar met vele messteken om het leven gebracht. Hij was als scheikundeleraar een populaire leraar, maar thuis bleek hij minder geliefd: verschillende pleegkinderen laten zich negatief uit over hem als pleegvader. Later wordt ook een medewerker van Jeugdbescherming met een grote hoeveelheid messteken vermoord. Marion en Romeo behandelen de melding van een mevrouw die wordt bedreigd door haar buurman. In eerste instantie lijkt er niet veel aan de hand, maar er blijkt toch meer te spelen. Romeo hoort van Joel in de boksschool dat zijn vader zijn moeder (nog steeds) mishandelt en adviseert hem om bewijs te verzamelen. Eva maakt een afspraak bij de huisarts voor Wolfs, die last heeft van een trillende hand. Die schrijft medicijnen en een ziekenhuisonderzoek voor en geeft het advies te stoppen met drinken en rust te nemen. |       |                   |                       |                                      |                  |             |
| 209 | 19.08 | Ziek              | Martin Schwab         | Henk Apotheker & Jan Harm Dekker     | 4 april 2025     | 1.457.000   |
| Wolfs en Eva houden zich bezig met de dood van een privédetective. Hij zou gedood zijn door een man die zijn twee kinderen, die hij maar een weekend per maand ziet, heeft ontvoerd. Met hulp van die privédetective zocht zijn ex-vrouw naar haar kinderen die ze al twee maanden niet had gezien en die dringend medicijnen nodig zouden hebben. De man zegt de kinderen expres vast te houden, omdat ze zich altijd ziek voelen bij hun moeder, maar niet bij hem. Romeo en Marion houden zich bezig met een man die voor overlast zorgt nadat hij net naar een kwetsbare buurt in Maastricht was verhuisd. Ze komen er ook achter dat hij in drugs handelt. |       |                   |                       |                                      |                  |             |
| 210 | 19.09 | Diamanten         | Martin Schwab         | Bert Bouma & Jan Harm Dekker         | 11 april 2025    | 1.620.000   |
| Wolfs en Eva onderzoeken de zaak van een vrouw die is verdronken in haar eigen bad. Door een diamant die Wolfs in dat huis vindt, onderzoeken ze of de moord op de vrouw te maken heeft met een diamantroof tien dagen eerder. Ze komen al gauw twee belangrijke daders op het spoor, maar de opdrachtgever blijkt lastiger te vinden. Romeo en Marion houden zich bezig met een vrouw die is opgelicht door een zogenaamde Nigeriaanse man die ze ontmoette op een datingwebsite en naar wie ze veel geld had overgemaakt. Op het eind is de Amsterdamse rechercheur Richard Steen te zien die ergens mee bezig is en een foto van het eerder door Eva en Wolfs gevonden bonnetje met coördinaten van een geldbuit bekijkt. |       |                   |                       |                                      |                  |             |
| 211 | 19.10 | De Beaujean       | Pieter van Rijn       | Allard Bekker                        | 18 april 2025    | 1.514.000   |
| De assistente van een geliefde vermogende vrouw, Sylvia De Beaujean, treft de vrouw van Franse adel in de ochtend dood aan in de hal van haar villa. Er zijn onder andere twee schilderen van Monet en voor 2,5 ton aan goudbaren gestolen. De DNA-sporen in het bed en op het lichaam van de vrouw leiden al gauw naar de assistente, maar zij kan die verklaren door haar geheime relatie met de vrouw op te biechten. De inbraak, waarbij het alarm uitstond, bleek gepleegd te zijn door een zogaamd verkeerd bezorgd pakket dat een tijd in de hal stond, met daarin een camera om de code van het alarm op te nemen als die werd aan- of uitgezet. Romeo en Marion moeten een vrouw uit huis zetten omdat zij haar rekeningen niet betaalt. De vrouw is een "soeverein" en wordt gesteund door een groep mensen die geweld tegen instanties niet uit de weg gaan. Ze krijgen berichten uit een online chatgroep in handen en weten zo een wapenleverancier op te sporen met hulp van Larry. Marion vangt Tara thuis op die uit een gesloten instelling komt. Ze geeft aan niet meer te willen leven. Zitman krijgt van Rogier Bulthuis betreffende het onderzoek door de korpsleiding te horen dat ze mag aanblijven als teamchef. Wolfs neemt de beslissing wat vaker een dag vrij te nemen, naar aanleiding van het eerdere doktersadvies. |       |                   |                       |                                      |                  |             |
| 212 | 19.11 | Korte metten      | Pieter van Rijn       | Jan Harm Dekker                      | 25 april 2025    | 1.443.000   |
| De Amsterdamse rechercheur Richard Steen wordt ontvoerd waarbij duidelijk wordt dat hij een schuld moest aflossen aan de door Wolfs gedode Ben Swart, waarna die schuld werd overgedragen aan het "syndicaat". Hij wordt vrijgelaten om het geld bij elkaar te zoeken en vindt de tas die begraven ligt op de coördinaten die op het bonnetje dat hij eerder vond staan, maar de tas is leeg. Hij gaat langs het politiebureau in Maastricht en vraagt assistentie aan Wolfs en Eva, omdat zich in Maastricht waarschijnlijk een informant bevindt die drugs heeft geript en achterna gezeten wordt door twee huurmoordenaars. Uiteindelijk komen ze de man op het spoor en op dat moment komen ook net de twee huurmoordenaars ter plaatse, waarop Steen ze doodschiet. Marion is druk met Tara, die nog niet van gedachte is veranderd en nadenkt over het nemen van een overdosis heroïne. Romeo komt Joel tegen in de boksschool, waar hij vertelt dat hij de mishandeling van zijn moeder door zijn vader zonder politie wil oplossen. Later wordt Romeo gebeld door Joel, waarbij hij alleen vechtgeluiden hoort, waarna hij Marion opbelt en zich spoedt naar Joels huis. Daar komt Romeo in gevecht met zijn vader waarbij Joel Romeo per ongeluk steekt in zijn bovenlichaam. Vlak daarna komt Marion aan die de vader weet te arresteren en hulp inschakelt. Romeo belandt in coma. De aflevering eindigt met de informant bij het pension van Eva en Wolfs, waar hij vertelt dat Wolfs zijn vader is en hem daarop in zijn gezicht slaat met een vuist. |       |                   |                       |                                      |                  |             |